# تطوير الهجوم المصري 1973
تطوير الهجوم المصري أو معركة الدبابات أو معركة سيناء (ويسميها الإسرائيليون: קרב ואדי מבעוק ، أي «معركة وادي مبعوق»)، هي واحدة من معارك في حرب أكتوبر. فبعد الهجوم المفاجيء الناجح للقوات المصرية (العملية بدر) أيام 6- 10 أكتوبر هاجمت القوات المصرية المتقدمة باتجاه خط بارليف كمحاولة لتخفيف الضغط علي الجبهة السورية وأسفرت العمليات عن تكبد القوات الإسرائيلية خسائر فادحة. ولكن التأخير والتباطوء في تنفيذ الخطة أعطي الأسرائليين فرصة لاستيعاب عنصر المفاجأة وتجهيز قواتهم للهجوم وأدى هذا إلى ثغرة الدفرسوار أو ما أطلق عليه الإسرائيليون عملية ذوي القلوب اليقظة (אבירי לב «أبيراي-لف») في اليوم التالي، مخترقة خط الدفاع المصري وعابرة قناة السويس.

## الخطة العامة لتطوير الهجوم
الخطة الأساسية التي وضعتها رئاسة الأركان المصرية للحرب ضد إسرائيل هي خطة المآذن العالية،
الهدف الأساسي للخطة هو عبور قناة السويس، وتدمير خط بارليف واحتلاله، ثم اتخاذ أوضاع دفاعية على مسافة تتراوح بين 10 – 12 كم شرق القناة وهي المسافة المؤمنة بواسطة مظلة الصواريخ المضادة للطائرات.
عدلت الخطة ودمجت مع خطة جرانيت 2 وحملت اسم «خطة بدر»، وتهدف الخطة العسكرية الجديدة إلى الاستيلاء على خط المضايق الاستراتيجية في سيناء. وكان الغرض من هذا التعديل هو اقناع القيادة السورية بالخطة الهجومية المصرية عند إجراء عملية تنظيم التعاون بين الجيشين المصري والسوري قبل الحرب، إذ لم يكن معقولا أن تستهدف الخطة السورية تحرير مرتفعات الجولان والوصول إلى الخط نهر الأردن- الشاطي الشرقي لبحيرة طبرية على عمق حوالي 25 كم من خط بدء الهجوم، بينما تقتصر الخطة المصرية على ذلك الهدف المتواضع الذي كانت تتضمنه الخطة الأصلية خطة المآذن العالية وهو إنشاء منطقة رؤوس الكباري على عمق 10-12 كم شرق القناة، وتبعا لذلك أصبح يطلق على خطة العبور وانشاء رؤوس الكباري اسم المرحلة الأولى، بينما أطلق على خطة تطوير الهجوم شرقا للاستيلاء على المضايق اسم المرحلة الثانية.
وفي 7 أكتوبر 1973 جرت في القيادة العامة بمدينة نصر عملية تنظيم التعاون للخطة الهجومية المشتركة بين القوات المصرية والسورية التي حضرها الفريق أحمد إسماعيل قائد القيادة الاتحادية واللواء بهي الدين نوفل رئيس هيئة عمليات القيادة الاتحادية وعدد من كبار القادة المصريين والسوريين، حيث تم تحديد أهداف خطة الهجوم على الجبهتين وتوحيد التوقيتات لضربتي الطيران والمدفعية وساعة س (ساعة بدء الهجوم). والأمر الجدير بالملاحظة هو أن المرحلة الأولى من الخطة كانت تناقض خلال عملية تنظيم التعاون على المستويات كافة بكل تفصيلاتها الدقيقة، بينما كان يتم المرور على المرحلة الثانية مرورا سريعا. وقد برر الفريق سعد الشاذلي رئيس أركان حرب القوات المسلحة خلال حرب أكتوبر هذه الظاهرة في مذكراته بأنه هو شخصيا لم يكن يتوقع مطلقا أن يطلب من القوات المصرية تنفيذ المرحلة الثانية، وأن هذا كان هو نفس شعور قائدي الجيشين الثاني والثالث.
والأمر الذي يمكن ادراكه بوضوع من تحليلنا لسير الوقائع والأحداث خلال الأيام الأولى من الحرب أن القيادة المصرية بعد نجاحها في تحقيق المرحلة الأولى من الخطة «بدر»، وهي اقتحام قناة السويس وتحطيم خط بارليف وانشاء منطقة رؤوس الكباري على عمق 10-12 كم شرق القناة، لم تفكر جديا في تنفيذ المرحلة الثانية من الخطة الهجومية الموضوعة، إذ لو كان هذا الأمر موضع تفكيرها حقا لسارعت باغتنام فرصة تركيز إسرائيل لمجهودها الرئيسي ضد الجبهة السورية في الشمال وفرصة ما صادفه الهجوم المضاد الرئيسي لإسرائيل أمام قوات الجيش الثاني المصري يوم الاثنين 8 أكتوبر من فشل ذريع، وما منيت به القوات المدرعة الإسرائيلية في سيناء من خسائر فادحة في الدبابات في الأيام الثلاثة الأولى من الحرب، لتقوم بتنفيذ المرحلة الثانية من الخطة بدر، ولبادرت باصدار الأمر لقواتها بالتقدم يوم 9 أكتوبر على أكثر تقدير في اتجاه الشرق للاستيلاء على خط المضايق الجبلية الاستراتيجية، إذ أن هذا كان أفضل توقيت ممكن لتنفيذ هذه العملية خلال أيام الحرب كلها. أما القرار السياسي الذي صدر بتطوير الهجوم شرقا صباح يوم 14 أكتوبر، فعلاوة على ما شابه من خطأ من ناحية التوقيت - كما سبق أن أوضحنا، فان خطة التطوير ذاتها التي أصدرتها القيادة العامة لتنفيذ هذا القرار كانت تختلف تماما عن خطة التطوير الأصلية التي كانت تتضمنها الخطة جرانيت 2 المعدلة بدر، والتي أجريت على أساسها عملية تنظيم التعاون على جميع المستويات، والتي أطلق عليها اسم المرحلة الثانية. فان خطة تطوير الهجوم الأصلية كانت تقضي بتقدم القوات الرئيسية المصرية من منطقة رؤوس الكباري شق النقاة مدعمة بالفرق المدرعة والميكانيكية التي في النسق الثاني في غرب القناة في اتجاه الشرق بهدف الاستيلاء على المضايق أي اختراقها والوصول إلى مداخلها الشرقية واتخاذ مواقع دفاعية على الخط العام قلعة الجندي-المداخل الشرقية لممري متلا والجدي -بير الجفجافة-بير العبد، أي تقدم الخط الدفاعي المصري بأكمله من منطقة رؤوس الكباري على عمق 10-12 كم شرق القناة إلى الخط الحائط الجبلي الغربي لسيناء على عمق 75-80 كم شرق القناة الذي يعتبر في الواقع خط الدفاع الطبيعي عن مصر.
أما خطة تطوير الهجوم يوم 14 أكتوبر فقد كان من المستحيل أن تنفذ كالخطة الأصلية سواء من ناحية الأهداف المطلوب تحقيقها، فلقد تغيرت الأوضاح الاستراتيجية العامة بعد أن تم تجميد الجبهة السورية وأصبحت إسرائيل تحارب على جبهة واحدة فقط هي الجبهة المصرية مما جعلها تركز ضدها مجهودها الرئيسي بأكمله، وأصبح من الخطورة بمكان تقدم أي قوات كبيرة شرقا إلى مدى أبعد من 15-20 كم شرق القناة وهو نطاق الوقاية الذي يمكن أن تحققه شبكة الدفاع الجوي حتى لا تصبح هذه القوات قريبة سهلة للطائرات الإسرائيلية، فيتم تدميرها قبل وصولها إلى أهدافها. ولهذه الأسباب بنيت حطة التطوير الجديدة على أساس ثبات رؤوس كباري الجيشين الثاني والثالث في أماكنها والاكتفاء بدفع مفارز أمامية، تم تخصيص معظمها من الفرقتي 4و21 المدرعتين المتمركزتين في النسق الثاني غرب القناة، لكي تعبر القناة ثم تندفع من خطوط دفع داخل رؤوس الكباري للوصول إلى الطريق العرضي رقم 3 الذي يمر بجوار المداخل الغربية لمضيقي متلا والجدي، ثم يتقاطع مع الطريق الأوسط عند الطاسة ومع الطريق الساحلي ند بالوظة ويقع هذا الطريق على عمق حوالي 30 كم شرق القناة أي أن هناك فرقا بين خطتي التطوير الأساسية والجديدة من ناحية عمق الهجوم لا يقل عن 45 كم.
وكانت الخطة التي رسمت لتطوير الهجوم شرقا اعتبارا من أول ضوء يوم 14 أكتوبر تستهدف تدمير حشود العدو على خط المواجهة، وأن يبدأ الهجوم بتمهيد نيراني لمدة 15 دقيقية تسبقه ضربة جوية ضد الأهداف المعادية في العمق، وأن يركز المجهود الرئيسي للطيران لوقاية القوات من الجو وتقديم المعاونة المباشرة لها في أثناء تقدمها، بينما تركز قوات الدفاع الجوي مجهودها الرئيسي لتأمين دفع القوات للاشتباك ووقاية التجميع الرئيسي للقوات. وكانت خطة التطوير تقضي بتقدم 4 مفارز أمامية (مفرزتان من كل جيش) على المحاور الأربع الرئيسية التالية:
- محور ممر متلا: لواء مدرع من الفرقة 4 المدرعة (النسق الثاني للجيش الثالث) يتقدم في اتجاه ممر متلا للاستيلاء على المدخل الغربي للمر وتأمينه، وتعاونه بالعمل كمفرزة متدقمة على الجانب الأيمن كتيبة مشاة ميكانيكية من الفرقة 6 مشاة ميكانيكية (من قوات النسق الثاني بالجيش الثالث).
- محور ممر الجدي: لواء مشاة ميكانيكي من الفرق 7 مشاة (الفرقة اليسار من النسق الأول للجيش الثالث) يتقدم شرقا للاستيلاء على تقاطع الطريق العرضي 3 مع طريق الجدي بالتعاون مع كتيبة من اللواء 25 مدرع مستقل (الملحق على الفرقة 7 مشاة).
- الطريق العرضي 3 مع الطريق الأوسط عند الطاسة.
- محور بالوظة: اللواء 15 المدرع المستقل (الملحق على الفرقة 18 مشاة) يتقدم شرقا للاستيلاء على تقاطع الطريق العرضي 3 مع الطريق الساحلي عند بالوظة.

## معركة الدبابات أمام مضيق متلا
في الساعة العاشرة والنصف مساء يوم 12 أكتوبر، صدرت تعليمات قيادة الجيش الثالث بدفع لواء مدرع من الفرقة 4 المدرعة كمفرزة متقدمة للجيش للاستيلاء على المدخل الغربي لممر متلا وتأمينه، وبادر العميد أ. ح. محمد عبد العزيز قابيل قائد الفرقة باستعداء العقيد أ. ح. نور الدين عبد العزيز قائد اللواء 3 المدرع، وكذا رؤساء الأسلحة المقاتلة والأفرع بالفرقة إلى مركز قيادته، حيث قام بتخصيص المهمة لقائد اللواء وقبل أول ضوء يوم 13 أكتوبر تحرك اللواء 3 المدرع من منطقة تمركزه جنوب جبل عوبيد مستخدما طريق القاهرة-السويس، وبدأت عناصره المتقدمة في الوصول إلى الكوبري رقم 1، المعبر الذي خصص له في قطاع الفرقة 19 مشاة. ونظرا لانشغال الكوبري بعبور وحدة من الدفاع الجوي، لذا لم يستطع اللواء اكمال عبوره إلى في الساعة الواحدة ظهرا، وتم احتشاده في منطقة الانتظار الأمامية المحددة له على طريق الشط - عيون موسى. وخلال وجود وحدات اللواء في منطقة الانتظار الأمامية قام العدو بقصف المنطقة بنيران المدفعية بعيدة المدى، وتعرضت الوحدات لبعض الخسائر في الأرواح والمركبات، نظرا لعدم وجود تجهيزات هندسية بالمنطقة. وكان قائد اللواء في أثناء قيام وحداته بالعبور قد انتهى من اعداد قراره وتم له عرضه على اللواء عبد المنعم واصل قائد الجيش الثالث في الساعة الحادية عشر صباح يوم 13 أكتوبر في مركز القيادة المتقدم بالجيش، حيث حصل على تصديقه عليه. وفور وصول قائد اللواء إلى منطقة الانتظار الأمامية التي تم فيها احتشاد وحدات اللواء المدرع ووحدات الدعم، بدأت على الفور اجراءات تنظيم المعركة، فاصطحب القائد قادة الكتائب ورؤساء الأفرع لاستطلاع الخط الذي سيدفع منه اللواء للاشتباك داخل رأس كوبري الفرقة 19 مشاة، وبدأت عناصر مراقبة المرور في فتح محاور التقدم. وفي الساعة السابعة مساء أتم القائد اجراءات تنظيم المعركة.
وفي الوقت الذي كان فيه اللواء المدرع منشغلا طوال يوم 13 أكتوبر بعملية العبور واجراءات تنظيم المعركة، كانت كتيبة المشاة الميكانيكية من اللواء 113 الميكانيكي التابع للفرقة 6 مشاة ميكانيكية والمتمركز ببئر عديب على الشاطئ الغربي لخليج السويس جنوب جبل عتاقة قد تم للعميد محمد أبو الفتح محرم قائد الفرقة تخصيص المهمة لقائدها وفقا للتعمليات التي أصدرها قائد الجيش الثالث، وهي أن تعمل الكتيبة كمفرزة متقدمة على الجانب الأيمن للواء المدرع على محور طريق عيون موسى للاستيلاء على منطقة تقاطعه مع الطريق العرضي 3. وفي ليلة 12-13 أكتوبر قامت الكتيبة مشاة الميكانيكية بالتحرك شمالا من بير عديب عل الطريق المؤدي إلى السويس، وفي الساعة العاشرة والنصف صباحا يوم 13 أكتوبر بدأت في عبور القناة على أحد معابر الفرقة 19 مشاة. وبمجرد اتمام عبورها وضعت تحت قيادة اللواء 3 المدرع من الفرقة الرابعة المكلف بمهمة التطوير. وبناء على تعليمات قائد الجيش الثالث، وضعت سرية مدرعة من اللواء 3 المدرع تحت قيادة الكتيبة الميكانيكية لتدعيمها. واتجهت الكتيبة بعد ذلك جنوبا على طريق الشط الطور شرق خليج السويس إلى منطقة الانتظار الأمامية المخصصة لها في منطقة عيون موسى، حيث انضمت اليها وحدات الدعم المخصصة لها. وقام قائد اللواء 3 المدرع باصدار تعليمات التعاون وخطة الدفع للاشتباك إلى قائد الكتيبة.
ولتأمين دفع كتيبة المشاة الميكانيكية للاشتباك من الخط المحدد لها في منطقة عيون موسى، قام قائدها باجراء عملية تنظيم التعاون مع قادة الوحدات المجاورة، وهي اللواء الأيمن من الفرقة 19 مشاة واللواء الأول مشاة ميكانيكية من الفرقة 6 مشاة ميكانيكية المتمركز في منطقة عيون موسى، والذي يعمل كحرس جنب الفرقة 19 مشاة (أسندت هذه المهمة إلى اللواء الأول المشاة الميكانيكي بعد ظهر يوم 11 أكتوبر بعد فشله في الوصول إلى رأس سدر. وفي الساعة الثامنة مساء وصل قائد كتيبة المشاة الميكانيكية إلى مركز قيادة اللواء 3 المدرع في منطقة الانتظار الأمامية داخل رأس كوبري الفرقة 19 مشاة، حيث عرض على قائد اللواء قراره وتم تصديقه عليه، وتمت بين القائدين عملية تنظيم التعاون.

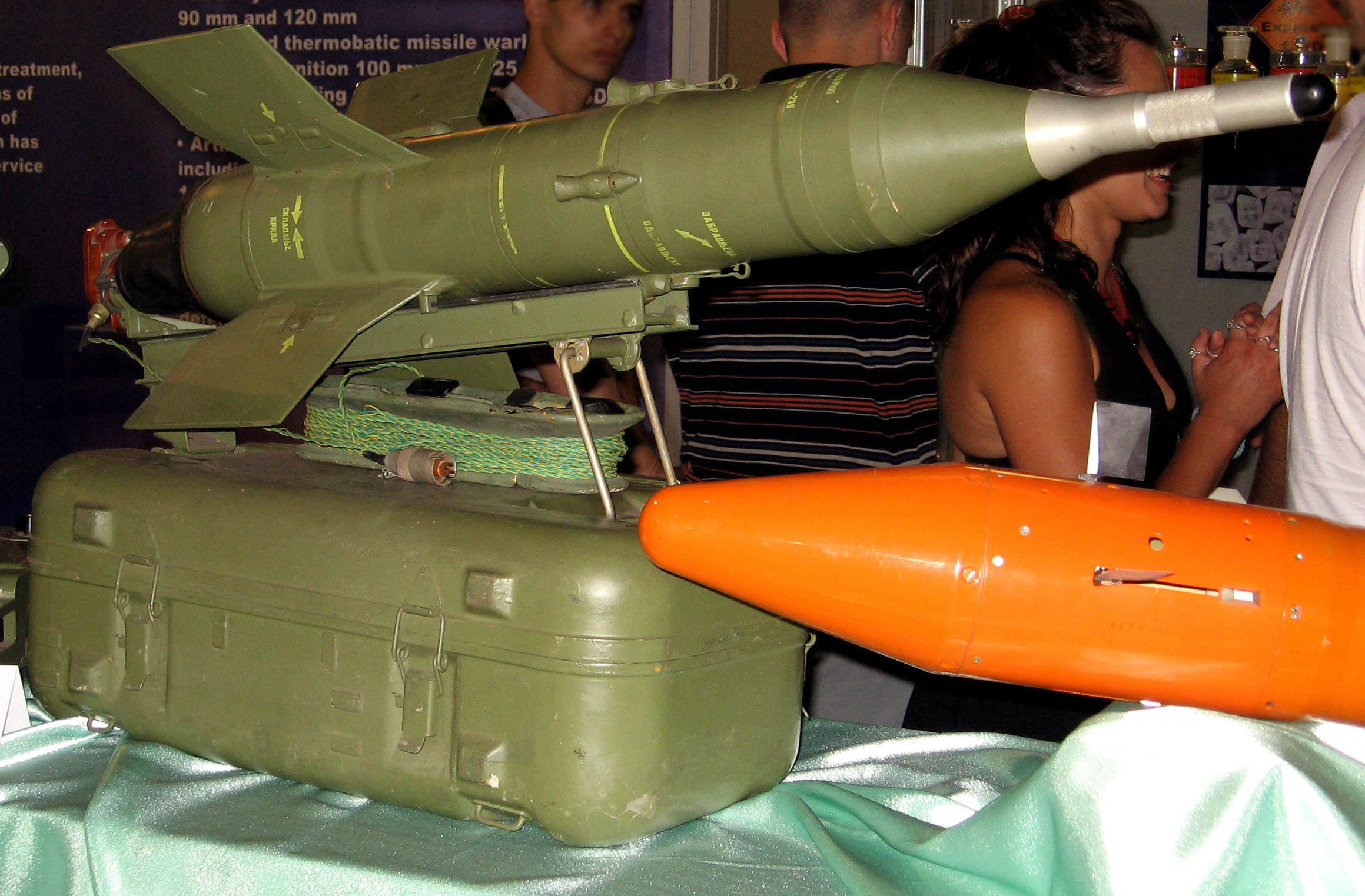
صاروخ ماليوتكا مضاد للدبابات.

وفي الساعة الحادية عشرة مساء قام العميد أ.ح. محمد عبد العزيز قابيل قائد الفرقة 4 المدرعة بالمرور على اللواء 3 المدرع في منطقة الانتظار الأمامية، وأشرف على مدى استعداده لتنفيذ المهمة التي كلف بها، واصطحب معه قائد اللواء إلى مركز القيادة المتقدم لقائد الفرقة 19 مشاة العميد أ. ح. يوسف عفيفي، حيث أجريت عملية تنظيم التعاون بين تنظيم الحركة حتى حوالي الساعة الرابعة صباحا يم 14 أكتوبر.
وللحصول على معلومات عن العدو تم دفع مجموعة استطلاع بأوامر قائد الفرقة السادسة مشاة ميكانيكية، من كتيبة استطلاع الفرقة بعد ظهر يوم 13 أكتوبر من منطقة عيون موسى على محور تقدم كتيبة المشاة الميكانيكية، كما تم للواء 3 مدرع قبل أول ضوء يوم 14 أكتوبر دفع مجموعتي استطلاع من اللواء إلى اتجاه خط الدفع.
وفي التوقيت المحدد، بدأت وحدات اللواء 3 المدرع في التدقم من منطقة الانتظار الأمامية إلى خط الدفع للاشتباك، وقامت وحدات المدفعية بضرب قصفة النيران لمدة 15 دقيقة لتأمين دفع اللواء، ولكن القصف المدفعي لم يكن مؤثرا، إذ تم بطريقة الضرب الحسابي، ولم يوجه ضد أهداف محددة، فقد كانت المعلومات عن أوضاع العدو على خط المواجهة قاصرة للغاية، وكان ذلك أحد العوامل الرئيسية لعدم نجاح عمليات التطوير على طوال المواجهة، علاوة على ذلك لم يتم تنفيذ طلعة الطيران التي كانت تحت طلب الجيش، وكان من المفترض أن تقوم بها المقاتلات القاذفة.
وساعد على اضعاف قوة اللواء المدرع قبل قيامه بعملية تطوير الهجوم أن بعض وحدات الدعم المهمة التي سبق تخصيصها له لم تصل اليه قبل ساعة الهجوم، مما اضطره إلى تنفيذ عملية التطوير بدونها، وكان من ضمنها سرية مقذوفات موجهة مضادة للدبابات (صواريخ ماليوتكا على عربات بردم) وسرية 57 مم مضادة للطائرات ثنائية المواسير ذاتية الحركة وفصيلة مهندسين عسكريين.

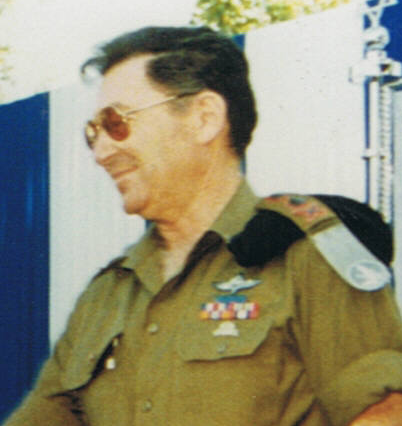
دان شومرون، قائد للواء 401 المدرع

وفي الساعة السادسة والنصف صباح يوم 14 أكتوبر بدأت وحدات اللواء في عبور خط الدفاع من رأس كوبري الفرقة 19 مشاة تحت اشراف قائد الفرقة 4 المدرعة ومجموعة قيادته. وكان من أهم العوامل التي ساعدت اللواء 3 المدرع على مواصلة التقدم في اتجاه الهدف المحدد له بسرعة، هو المهارة التي اختير بها محور تقدمه إذ تجنب الطريق الرئيسي (الشط-المتلال) الذي كان متكظاً بتحصينات العدو وستائره المضادة للدبابات، وبدلا من ذلك قام اللواء لمدرع بحركة التفاف من الجنوب على جناح العدو الأيسر من خلال وادي مبعوق ووادي المر، مما أدى إلى تقدمه شرقا إلى أبعد عمق بلغته وحدة مصرية في حرب أكتوبر (حوالي 25 كم شرق القناة)، وتمكن من الوصول إلى مسافة حوالي 6 كم فقط من المدخل الغربي لممر متلا. وقد اعترفت المراجع الإسرائيلية بأن المفاجأة المصرية الوحيدة في عملية تطوير الهجوم المصري يوم 14 أكتوبر، كانت في القطاع الجنوبي أمام فرقة الجنرال كلمان ماجن، حيث قام اللواء المدرع من الفرقة 4 المدرعة بتطويق عميق عن طريق اختراقه لأحد الوديان الرئيسية في حركة التفاف من الجنوب إلى الشمال الشرقي، وان ذلك كان المكان الوحيد الذي نجح فيه المصريون في التوغل شرقاً إلى عمق أكثر من 20 كم في الطريق المؤدي إلى ممر متلا. وقد اكتشفت هذا التقدم المصري وحدة دورية استطلاع (פלס"ר 401) تابعة للواء 401 المدرع (الذي كان يقوده دان شومرون)، فاستدعت الكتيبة 46 مدرعات، بقيادة دافيد شوفال، التي أوقفت ذلك الهجوم الالتفافي المصري ودمرت بعض دباباته.
وكان اللواء 3 المدرع يتقدم في نسقين واحتياطي. وقد تشكل النسق الأول من كتيبتي دبابات مدعمتين بسرييتين مشاة ميكانيكيتين وتشكل النسق الثاني من كتيبة دبابات عدا سرية، وتشكل الاحتياطي من كتيبة المشاة الميكانيكية للواء عدة سريتين. وفي الساعة الثامنة صباحا اصطدمت كتيبة النسق الأول اليمنى بقوة إسرائيلية مدرعة مشكلة من دبابات ومشاة ميكانيكية ومدعمة بستائر من الصواريخ المضادة للدبابات SS II مما أوقفها عن التقدم، وقام طيران العدو بقصف جوي مركز على تشكيل قتال اللواء وهاجم بشدة مركبات مراكز القيادة والمدفعية والاحتياطيات. ونتيجة للقصف الجوي انفصل رتل مجموعة مدفعية اللواء عن باقي تشكيل قتال اللواء حيث دمرت بعض جرارات المدافع وغرز بعضها الآخر في رمال وادي المر وعجزت عن ملاحقة الدبابات التي واصلت التقدم للأمام.
وفي نفس الوقت أفادت عناصر استطلاع اللواء أن وحدات مدرعة قوية من العدو تحتل مجموعة من الهيئات الجبلية العالية التي تبعد حوالي 3-4 كم من مدخل ممر متلا، وكانت تتحكم تماما في طريق اقتراب اللواء المدرع إلى المدخل الغربي للممر. ولم تكد تقترب كتيبتا النسق الأول من هذه الهيئات حتى جوبهتا بنيران مركزة من المدفعية ومن ستائر الصواريخ المضادة للدبابات، مما أدى منذ اللحظة الأولى للاشتباك إلى تدمير سريتي الحرس الأمانمي ومركزي القيادة والمراقبة للكتيبتين، كما أصيبت باقي دبابات الكتيتبتين بخسائر فادحة. وأدت تلك النيران الكثيفة المركزة إلى قوع حالة شديدة من الارتباك في تشكيل القتال لكتيبتي النسق الأول. فقد تكدست الدبابات في منطقة ضيقة وعجزت عن الانتشار لاتخاذ تشكيل المعركة. ورغم شدة النيران وفقد السيطرة على القوات، نجحت بعض سرايا الدبابات في احتلال خطوط فتح مناسبة واشتبكت بشدة مع قوة العدو ودمرت له نحو 13 دبابة.
وكان سوء الحظ الذي أصاب اللواء المدرع بفقده مجموعة مدفعيته في أثناء تقدمه نتيجة للقصف الجوي عاملا رئيسيا في عدم قدرته على اسكات عناصر العدو المضادة للدبابات والمتحكمة في مدخل المضيق والتي سببت للواء مزيدا من الخسائر. وكان مركز القيادة المتقدم للواء موجودا في الأمام بين كتيبتي النسق الأول وواقعا في مدى أسلحة الضرب المباشر للعدو، ورغم ذلك أخذ قائد اللواء العقيد أ. ح. نور الدين عبد العزيز يتحرك بمركبة قيادته بين وحداته في شجاعة نادرة حتى أصيبت مركبته بقذيفة مباشرة من أحمد مواقع العدو الأمامية، فاستشهد البطل في الحال، وفقد مركز قيادة اللواء المتقدم السيطرة على كتيبتي النسق الأول.
وكان رئيس أركان اللواء الموجود في مركز القيادة الخلفي مع كتيبة النسق الثاني في جهل تام بما يجري في الأمام، نتيجة لتدمير مركبة القيادة ودبابتي قائدي الكتيبتين المدرعتين بالنسق الأول اللتين كانتا مشتبكتين اشتباكا عنيفا مع قوات العدو المتمركزة غرب مدخل ممر متلا. وقام رئيس عمليات اللواء بدفع ضابط اتصال من مركز القيادة المتقدم للواء إلى مركز القيادة الخلفي لابلاغه بالموقف، ولكي يتولى رئيس أركان اللواء قيادة اللواء بعد استشهاد قائده، ولكن ضابط الاتصال لم يتمكن من الوصول لشدة القصف الجوي المركز للعدو ولوعورة الأرض، واضطر رئيس عمليات اللواء وكان برتبة المقدم أمر كتيبة النسق الثاني بالتقدم على الجانب الأيسر للواء بهدف المناورة على جانب العدو ومؤخرته حتى يمكن تدميره، ولتخفيف الضغط على قوات النسق الأول المتوقفة بسبب شدة نيران العدو. ولكن كتيبة النسق الثاني لم تتمكن من تحقيق المناورة المطلوبة، فقد تورطت دباباتها في منطقة غردود رملية شديدة الوعورة، مما جعلها عاجزة عن التقدم، وانهالت عليها نيران العدو. وفي نفس الوقت قام العدو بتحريك قوة من دباباته على الجانب الأيمن لتشكيل قتال اللواء مما أوقع كتيبة المشاة الميكانيكية التي تقوم بحماية الجنب تحت تأثير نيران دبابات العدو، فقامت مركباتها بالفتح والاشتباك مع دباباته في الحال.
وحوالي الساعة العاشرة صباحا، ونظرا لعدم وضوح الموقف لمركز قيادة اللواء الخلفي، تقدم رئيس أركان اللواء إلى الأمام بمركز قيادته حيث تم تحقيق الاتصال مع الكتائب المدرعة الثلاث وكتيبة المشاة الميكانيكية التي كانت جميعا متخذة خطوط فتح ومشتبكة في قتال مرير مع دبابات العدو وأسلحته المضادة للدبابات، وأصدر رئيس أركان اللواء الذي تولى قيادة اللواء منذ هذا التوقيت أمره إلى كتائب اللواء بأن تتمسك بالخط الذي وصلت إليه بكل قوة، مع تحسين أوضاع سراياها التي كانت داخلة في مدى نيران دبابات العدو ومقذوفاته الموجهة المضادة للدبابات، وأصدر رئيس أركان اللواء الذي تولى قيادة اللواء منذ هذا التوقيت أمره إلى كتائب اللواء بأن تتمسك بالخط الذي وصلت إليه بكل قوة، مع تحسين أوضاح سراياها التي كانت داخلة في مدى نيران دبابات العدو ومقذوفاته الموجهة المضادة للدبابات للحد من تأثير هذه النيران عليها تقليلا للخسائر. ونظرا لأن الجهاز اللاسلكي R 151 المخصص للاتصال بقائد الجيش الثالث كان داخل مركبة القيادة التي كان بها قائد اللواء والتي تم تدميرها، فقد أرسل رئيس الأركان ضابط عمليات من قيادة اللواء ومعه تقرير عن موقف اللواء إلى قيادة الجيش، حيث حدد في التقرير الخط الذي وصل إليه اللواء والذي يبعد حوالي 6 كم فقط من المدخل الغربي لممر متلا. كما أوضح في التقرير خسائر اللواء، وطلب من قائد الجيش الثالث تدعيم اللواء بقوة كتيبة مشاة ميكانيكية حتى يتمكن اللواء من تأمين الخط المكتسب باحتلال المشاة الميكانيكية للهيئات الرملية الموجودة شمال وجنوب شرق وادي المر، تمهيدا لقيام الدبابات باستكمال الهجوم والاستيلاء على مدخل ممر متلا بعد طرد قوات العدو المتحكمة في الطريق المتجه إليه أو تدعيم الخط المكتسب وتعزيزه بالمشاة الميكانيكية. وطلب رئيس الأركان كذلك قصف المدخل الغربي لممر ملا بالمدفعية أو بالقوات الجوية.
ونظرا لوجود بعض الدبابات والمركبات التي لم تدمر، وكانت غارزة في الغرود الرملية، فقد تم لقيادة اللواء تشكيل أطقم نجدة من بعض الدبابات والعربات المجنزرة حيث قامت بنجدتها واصلاحها في شجاعة بالغة تحت تأثير نيران العدو المركزة مما أمكن معه تدعيم الكفاءة القتالية للواء. وخلال أعمال النجدة تم العثور على عامل اللاسلكي الذي كان يعمل في مركبة القيادة ومعه الجهاز R 151 سليما، وفي حوالي الساعة الثانية ظهرا وفي أثناء محاولة مركز قيادة اللواء الاتصال بقيادة الجيش الثالث التقط قائد الفرقة 4 المدرعة النداء وتم تحقيق الاتصال بين رئيس أركان اللواء وقائد الفرقة. وبعد أن استمع قائد الفرقة إلى تقرير عن موقف اللواء أصدر أمره بضرورة تمسك وحدات اللواء بالخط المكتسب دون أي ارتداد للخلف. واستمر قائد اللواء بالنيابة في محاولة تحسين الدفاعات والقيام بأعمال التجهيز الهندسي، ودفع قوات لتأمين الأجناب والاحتفاظ باحتياط لمواجهة أي تهديد للعدو، بينما استمر العدو في قصف القطاع الدفاعي للواء بنيران المدفعية والقيام بأعمال الاستطلاع ووصلت إلى خطوط العدو طائرات هليكوبتر لنقل جرحاه.
وقاد قائد الفرقة 4 المدرعة بايضاح الموقف لقائد الجيش الثالث، وأخطره بخسائر اللواء التي بلغت حوالي 60 دبابة ت 55و 9 مركبات مدرعات ب ك وجميع مدافع كتيبة مدفعية الميدان نتيجة للقصف الجوي والستائر الصاروخية المضادة للدبابات SS II، علاوة على استشهاد قائد اللواء ووجود عدد كبير من الشهداء والجرحى في ساحة القتال. هذا في الوقت الذي لا توجد فيه أي قوات من الجيش الثالث يمكن تدعيم اللواء بها، ولا توجد مع اللواء أسلحة مضادة للطائرات توفر له إمكانات الوقاية من الجو، خاصة بعد تقدمه للأمام وخروجه من شبكة الدفاع الجوي.ونظرا لهذه الأوضاع السيئة للواء أصدر قائد الجيش الثالث أمره إلى قائد اللواء 3 المدرع بالنيابة بالارتداد إلى داخل رأس كوبري الفرقة 19 مشاة، وقد تمت عملية الانسحاب ليلة 14-15 أكتوبر، واستغلت وحدات اللواء ساعات الظلام لتفادي نيران العدو، مما جعلها تصل دون أي خسائر إلى رأس كوبري الفرقة 19 مشاة في الساعة الحادية عشرة صباحا يوم 15 أكتوبر. وبدأت في الحال عملية حصر الخسائر واعادة التنظيم لسرعة استعادة الكفاءة القتالية للواء.
وكانت كتيبة المشاة الميكانيكية من الفرقة السادسة قد تم دفعها هي الأخرى من خط الدفع للاشتباك المحدد لها في منطقة عيون موسى في الساعة السادسة والنصف صباحا يوم 14 أكتوبر بعد قصفة نيران لمدة 15 دقيقة من مجموعة مدفعية اللواء الأول مشاة ميكانيكي لتنفيذ المهمة المسندة إليها، وهي التقدم كمفرزة جنب للواء 3 المدرع على طريق عيون موسى في اتجاه تقاطعه مع الطريق العرضي 3. ولم تستطع الكتيبة مواصلة التقدم. فقد اصطدمت بقوة مدرعة مع العدو ووقعت تحت تأثير نيران كثيفة من المدفعية ونيران الدبابات ومن المقذوفات الصاروخية المضادة للدبابات في الوقت الذي تعرضت فيه لقصف جوي مركز، مما أدى إلى شدة الارتباك وفقد السيطرة وتفرق رتل الكتيبة في كل اتجاه. ونظرا لانقطاع الاتصال اللاسلكي بين كتيبة المشاة الميكانيكية واللواء 3 المدرع الذي كان يتحرك على يسارها بسبب استشهاد قائد اللواء وتدمير مركبته واللواء كما سبق أن ذكرنا، فقد قام قائد الفرقة 6 مشاة ميكانيكية الذي كان موجودا في مركز الملاحظة الأمامي في عيون موسى بدفع ريس عمليات ورئيس إشارة الفرقة إلى قائد الكتيبة في الأمام لابلاغه بضرورة مواصلة التقدم، وأن يتم جميع اتصالات اللاسلكية مستقبلا مع قيادة الجيش الثالث مباشرة عن طريق الجهاز اللاسلكي R151 الموجود في مركبة قيادته، واندفع قائد الكتيبة بجزء من قواته إلى الأمام رغم كثافة نيران العدو للوصول إلى تقاطع الطريق العرضي 3، كي يحقق المهمة المسندة إلى كتيبته، ولكن باقي الكتيبة انفصل عنه بتأثير القصف الجوي وتمكن العدو من تدمير المركبات المدرعة المتقدمة في اتجاهه، ومن أسر قائد الكتيبة والمجموعة التي كانت ترافقه. وبدأت سرايا الكتيبة في الارتداد على دفعات إلى منطقة عيون موسى، وأمر قائد الفرقة 6 مشاة ميكانيكية بناء على تعليمات قائد الجيش الثالث بوضع بقايا الكتيبة المشاة الميكانيكية التي انسحبت تحت قيادة اللواء الأول مشاة ميكانيكي في منطقة عيون موسى مع العمل على حصر الخسائر واعادة التنظيم لاستعادة كفاءة الكتيبة القتالية بأسرع وقت ممكن.

## معركة مضيق الجدي
كانت القوة المخصصة للقيام بعملية التطوير في القطاع الأيسر للجيش الثالث هي لواء مشاة ميكانيكي من الفرقة 7 مشاة – التي كان يتولى قيادتها العميد أ.ح. أحمد بدوي – يتم دفعه من رأس كوبري الفرقة للعمل كمفرزة أمامية للجيش في اتجاه ممر الجدي. وكان المفترض أن يبدأ اللواء المشاة الميكانيكي هجومه في نفس التوقيت الذي حددته القيادة العامة بالمركز 10 بالقاهرة لجميع المفارز الأمامية على مواجهة الجيشين الثاني والثالث لتطوير الهجوم شرقا وهو الساعة السادسة والنصف صباح يوم 14 أكتوبر. ولكن حادثا من الحوادث الفريدة في نوعها جرى بالنسبة لهذا اللواء، فقد قام بعملية تطوير هجومه مبكرا 24 ساعة عن التوقيت الي بدأت فيه جميع المفارز الأمامية للجيش الثاني والثالث عمليات تطوير هجومها شرقا، وفيما يلي القصة الحقيقية لهذا الحادث:
بعد ظهر يوم 12 أكتوبر، تم اعداد التعليمات الخاصة بتطوير الهجوم شرقا بناء على أمر الفريق أحمد إسماعيل في المركز 10 بالقاهرة وتحرك اللواء محمد غنيم إلى الجيش الثاني واللواء طه المجدوب إلى الجيش الثالث حاملين معها تعليمات العمليات لتسليمها إلى اللواء سعد مأمون واللواء عبد المنعم واصل قائدي الجيشين، وكانت تقضي ببدء عمليات التطوير في الساعة السادسة والنصف صباح يوم 13 أكتوبر. وعندما علم الفريق أحمد إسماعيل القائد العام من الفريق سعد الشاذلي رئيس الأركان بالمعارضة الشديدة التي أبداها الجيشين لعملية تطوير الهجوم خلال اتصالهما به هاتفيا قرر استدعائهما لحضور مؤتمر بالقيادة العامة بالمركز 10 بالقاهرة في مساء اليوم نفسه. ورغم توجه قائدي الجيشين إلى القاهرة فإن مركز القيادة المتقدم لكل جيش منهما استمر في اعداد التحضيرات اللازمة للمعركة بمجرد تسلمه تعليمات العمليات الواردة من القيادة العامة نظرا لضيق الوقت، على أساس أن عملية تطوير الهجوم ستبدأ وفقا للموعد المحدد في هذه التعليمات في الساعة السادسة والنصف صباح يوم 13 أكتوبر، ولذا صدرت في الحال الأوامر الانذارية إلى المفارز المعينة للعملية وإلى التشكيلات والوحدات الأخرى التي ستقوم بتأمين دفع هذه المفارز من خطوط الدفع المحددة لها وفقا للتعليمات.

### التأجيل القاتل: لم يعرف به الجميع
في الساعة الحادية عشرة مساء اتصل كل من اللواء سعد مأمون واللواء عبد المنعم واصل من المركز 10 بالقاهرة بمركزي قيادتهما في الجبهة وأبلغاهما بتأجيل موعد تنفيذ المهمة لمدة 24 ساعة، أي أن عملية التطوير ستبدأ في الساعة السادسة والنصف صباح يوم 14 أكتوبر.
وقامت شعبة العمليات في كل من الجيشين الثاني والثالث بناء على تعليمات قائد الجيشين بإبلاغ جميع التشكيلات والوحدات التابعة للجيش بتأجيل عملية التطوير لمدة 24 ساعة، إلا أن خطأ ما قد جرى فيما يتعلق بابلاغ قيادة الفرقة 7 مشاة بقرار التأجيل. فقد ثبت أن قائد الفرقة مشاة العميد أ.ح. أحمد بدوي أغفلت شعبة عمليات الجيش الثالث – ربما بدافع من السهر أو الخطأ – إخطاره بقرار التأجيل مثل باقي تشكيلات الجيش، وترتب على ذلك أن اللواء 11 المشاة الميكانيكي من الفرقة 7 مشاة وفقا للتعليمات السابقة التي صدرت من قبل إلى قيادة الفرقة تم دفعه وحده على طول جبهة القتال في الساعة السادسة والنصف صباح يوم 13 أكتوبر لتطوير هجومه شرقا في اتجاه ممر الجدي، ليصبح ذلك الحادث أحد الحوادث العجيبة التي سجلت في تاريخ الحروب.

### متابعة الهجوم بدون حماية جوية
وكان العميد أ.ح. أحمد بدوي قائد الفرقة 7 مشاة قد استدعى قائد اللواء 11 مش ميكا (لواء المنتصف في النسق الأول من قطاع الفرقة الدفاعي) عند منتصف ليلة 12 أكتوبر، حيث قام بتخصيص المهمة له وفقا للتعمليات السابق صدورها إليه. وكانت تتلخص فيما يلي:
1-	يتم دفع اللواء 11 مش ميكا من يسار الموقع الدفاعي للواء داخل رأس كوبري الفرقة للعمل كمفرزوة أمامية للاستيلاء على تقاطع طريق الجدي مع الطريق العرضي 3 وتحددت ساعة س (موعد بدء الهجوم) لدفعه هو وباقي المفارز على مستوى الجبهة لتكون الساعة السادسة والنصف صباح يوم 13 أكتوبر على أن تعاون المفرزة بقصفة نيران لمدة 15 دقيقة قبل بدء الدفع.
2-	يتم تدعيم اللواء بكتيبة دبابات الفرقة وبالعناصر اللازمة من مدفعية الميدان والهاون الثقيل (120 مم) والصواريخ المضادة للدبابات والمضادة للطائرات والمهندسين والاستطلاع والصاعقة.
وفي الساعة الواحدة والنصف صباح يوم 13 أكتوبر وصل قائد اللواء إلى مركز قيادته المتقدم، حيث كانت مجموعة الأوامر في انتظاره، وتم له تخصيص المهام لقادة وحداته الفرعية، وكان قراره بشأن تشكيل قتال اللواء يقضي بأن تعين كتيبة النسق الثاني للواء للعمل كمفرزة متقدمة، على أن تدعم بتكيبة دبابات الفرقة وعناصر التدعيم الأخرى الازمة لها، وتدفع من خط دفع اللواء في ساعة س على أن تتبعها الكتيبتان الخلفيتان بفاصل حوالي من 3 إلى 5 كم، ويجري التحرك بواحدة منهما على يمين طريق الجدي وبالكتيبة الأخرى على يسار الطريق (كانت كتيبة اليمين مزودة بمركبات ب ك المدرعة بينما كانت كتيبة اليسار مزودة بمركبات B.M.P المدرعة)، وإلى الخلف من الكتيبتين تسير مجموعة مدفعية اللواء التي تتبعها احتياطيات اللواء. وفي الساعة السادسة والنصف صباحا يوم 13 أكتوبر عبرت كتيبة المفرزة المتقدمة خط الدفع بعد قصفة نيران لمدة 15 دقيقة من مجموعة مدفعية الفرقة بطريقة الضرب الحسابي، ولكن دون أن تنضم اليها كتيبة دبابات الفرقة، فقد تأخرت في الوصول بسبب ضيق الوقت الذي كان مخصصا للتحضير للمعركة. ولنفس هذا السبب لم تصل سرية الصواريخ المضادة للدبابات، ولا كتيبة المدفعية المضادة للطائرات، مما أدى إلى تحرك تشكيل قتال اللواء بدون هذه الوحدات. وكن قائد اللواء قد قام بدفع كتيبة من الصاعقة في الساعة الخامسة صباحا أي قبل موعد دفع اللواء بساعة ونصف ساعة في اتجاه محور التقدم. وقد نجحت عناصر من الصاعقة في التسلل من خلال مواقع العدو والوصول خلف دفاعاته التي تواجه محور تقدم اللواء، وكانت لها فائدة كبيرة في أثناء المعركة من ناحية الإبلاغ عن مواقع العدو وتحرك احتياطياته وتأثير نيران مدفعيتنا على مواقعه.
ولم تكد كتيبة المفرزة المتقدمة تتحرك حوالي كيلو متر ونصف شرقا على طريق الجدي حتى أجبرت على التوقف والفتح في تشكيل القتال، نظرا لاصطدامها بقوة من العدو تقدر بسرية دبابات تعاونها نيران المدفعية وساتر من الصواريخ المضادة للدبابات SS II كانت متحصنة في مواقع دفاعية في منطقة تقاطع طريق الجدي مع الطريق العرضي 3. واشتبكت الكتيبة في الحال مع عناصر العدو بالنيران، وحوالي الساعة الثامنة والنصف صباحا وصلت كتيبة دبابات الفرقة، إلا أنها لم تتمكن من الانضمام إلى تشكيل قتال كتيبة المفرزة المتقدمة نظرا لكثافة الصواريخ المضادة للدبابات التي أطلقت عليها مما أرغمها على التوقف خلف تشكيل قتال الكتيبة بمساقة 100 متر. وإلى الخلف من كتيبة الدبابات اتخذ مركز قيادة اللواء المتقدم موقعه لمراقبة المعركة، وإزاء التوقف الذي جرى ولتدمير العدو المواجه لتشكيل قتال اللواء، قرر قائد اللواء دفع الكتيبة الخلفية اليسار المزودة بالمركبات المدرعة بي إم بي-1 بعد قصفة نيران لمدة 15 دقيقة من مجموعة مدفعية اللواء للالتفاف على الجنب الأيسر للعدو وتدميره في مواقعه أو ارغامه على الانسحاب وذلك بالاستفادة من طبيعة الأرض في هذا الاتجاه وباستغلال السرعة التي تتميز بها هذه المركبات (حوالي 30 كم في الساعة). وقد صدق قائد الفرقة على قرار قائد اللواء.
وفي حوالي الساعة الحادية عشرة والنصف صباحا، تم دفع الكتيبة المدرعة B.M.P من أقصى يمين كتيبة المفرزة المتقدمة في اتجاه الجنب الأيسر للعدو واتخذت الكتيبة تشكيل القتال ولكنها لم تتمكن من التقدم أكثر من 2 كم قم توقفت بسبب تركيز العدو نيران مدفعيته وصواريخه المضادة للدبابات على تشكيل قتال هذه الكتيبة. كما قام العدو بتركيز قصفه الجوي على تشكيل قتال اللواء، مما أحدث بالوحدات خسائر كبيرة. وازاء عجز المركبات المدرعة عن التقدم في وجه الستائر المضادة للدبابات، أمر قائد اللواء باخفاء المركبات المدرعة خلف الثنيات الأرضية والكثبان الرملية، ونزول أطقمها منها للعمل كأفراد مشاة عاديين على الأقدام، واستخدام طريقة الضرب بالنيران مع الحركة لمحاولة التقدم إلى مواقع العدو تحت ستر نيران الدبابات والمركبات المدرعة المستترة في الخلف. وكان القرار سببا في نجاح بعض الفصائل في الوصول إلى مسافات قريبة من العدو، فقد أصدر قائد الفرقة 7 مشاة في حوالي الساعة الواحدة ظهرا أمرا عن طريق اللاسلكي إلى قائد اللواء بوقف تقدم اللواء والارتداد فورا إلى أوضاعه الأصلية داخل رأس كوبري الفرقة، ولكن قائد اللواء اقترح على قائد الفرقة تأجيل تنفيذ قراره بالارتداد حتى آخر ضوء يوم 13 أكتوبر، نظرا لأن وحداته في حالة اشتباك مع العدو، وفي حالة محاولتها التخلص من الاشتباك والارتداد غربا في اتجاه رأس كوبري الفرقة فإن العدو سوف يقوم بمطاردتها ويوقع بوحدات اللواء خسائر فاحدة. وقد صدق قائد الفرقة على اقتراح قائد اللواء.
ونتيجة للبحث الدقيق الذي أجريناه بشأن مصرع الجنرال الإسرائيلي ألبرت ماندلر، اتضح لنا أنه خلال المعركة الحامية التي نشبت بين وحدات اللواء 11 المشاة الميكانيكي والقوات الإسرائيلية التي كانت تسد عليها طريق التقدم إلى تجاه مضيق الجدي، حدث أن مجموعة مدفعية اللواء أثناء قيامها بقصف مواقع العدو أصابت إحدى قذائفها مركبة القيادة التي كانت يستقلها الجنرال ألبرت ماندلر قائد القطاع الجنوبي في سيناء عندما كان يقوم باستطلاع أرض المعركة بمنظاره المكبر من أحد مراكز المراقبة بالخط الأمامي مما أدى إلى مصرع أربعة من ركابها منهم ألبرت ماندلر ورافي أونجر مراسل الإذاعة الإسرائيلية الذي كان قد ألحق بفرقته. وعند آخر ضوء يوم 13 أكتوبر وصل اللواء عبد المنعم واصل قائد الجيش الثالث والعميد أ. ح. أحمد بدوي قائد الفرقة السابعة المشاة إلى مقر القيادة الأمامي للواء المشاة الميكانيكي. وبعد التداول في الموقف صدر الأمر إلى قائد اللواء باعادة الوحدات الفرعية للواء إلى مواقعها الأصلية بداخل رأس كوبري الفرقة والاستعداد لتطوير الهجوم شرقا في الساعة السادسة والنصف صباح اليوم التالي 14 أكتوبر مع باقي المفارز المتقدمة على طول خط الجبهة لتحقيق نفس المهمة التي سبق تخصيصها للواء صباح يوم 13 أكتوبر. وكان السبب في ذلك كما سبق أن ذكرنا يرجع إلى إغفال إخطار قائد الفرقة السابعة بقرار تأجيل التطوير لمدة 24 ساعة.
وقد تقدم قائد اللواء 11 مش ميكا بمطلبين أساسيين إلى قائد الجيش الثالث حتى يمكنه تحقيق المهمة المطلوبة منه بنجاح في اليوم التالي. وكان المطلبان هما:
1-	تأجيل موعد دفع اللواء للاشتباك من الساعة السادسة والنصف صباحا إلى الساعة الواحدة ظهرا يوم 14 أكتوبر، حتى يمكن في الصباح إعادة ملء المركبات المدرعة بالوقود واستعاضة الذخائر واعادة تنظيم اللواء بعد المعارك العنيفة التي خاضتها وحداته مع العدو.
2-	دعم اللواء بكتيبة دبابات اضافية من اللواء 25 مدرع مستقل (الملحق على الفرقة 7 مشاة) ليتم دفعها للاشتباك من الجنب الأيمن للواء في اتجاه تقاطع طريق الجدي مع الطريق العرضي 3، مع قيامها بحركة التفاف على يسار العدو المتمركز في منطقة تقاطع الطريق وشغله بالنيران، في الوقت الذي يتم فيه دفع اللواء من خط دفعه للاشتباك. ولهذا السبب اقترح قائد اللواء أن يتم دفع كتيبة الدبابات من خط الدفع للاشتباك قبل دفع كتيبة المفرزة الأمامية للواء بحوالي 15 دقيقة.
وقد قرر قائد الجيش الثالث التصديق على مطلبي قائد اللواء، كما تقرر تأمين ارتداد وحدات اللواء الأمامية التي كانت ما تزال مشتبكة مع العدو إلى رأس كوبري الفرقة بقصفة نيران من مدفعية اللواء ومدفعية الفرقة. وقد تم للواء الارتداد غربا تحت ستر نيران المدفعية واستعادة أوضاعه الدفاعية في رأس الكوبري حوالي الساعة الثانية صباح يوم 14 أكتوبر. وفي الساعة التاسعة صباحا، وأثناء قيام وحدات اللواء بالتجهيز للمعركة، أجرى قائد اللواء تأكيد المهام على قادة وحداته الفرعية كما خصص المهمة الجديد لقائد كتيبة الدبابات التي أرسلت من اللواء 25 مدرع المستقل.
وفي حوالي الساعة الواحدة ظهرا يوم 14 أكتوبر تم دفع كتيبة الدبابات من اللواء 25 مدرع مستقل من خط الدفع المحدد لها بعد تأمين دفعها بقصفة نيران من المدفعية لمدة 15 دقيقة . وقد أمكن لكتيبة الدبابات التقدم في اتجاه تقاطع الطرق بسرعة كبيرة إلى الحد الذي جعلها تقطع مسافة 7 كم في 15 دقيقة حتى أوشكت على تحقيق أهداف هجومها. وكانت الكتيبة قد اشتبكت مع العدو خلال تقدمها ودمرت له حوالي 5 دبابات. إلا أنه في حوالي الساعة الواحدة والربع ظهرا صدرت الأوامر من قيادة الجيش الثالث بوقف دفع اللواء المشاة الميكانيكي، وكذا انسحاب كتيبة الدبابات التي دفعت من قبل إلى رأس كوبري الفرقة 7 مشاة، ويبدو أن السبب في ذلك يرجع إلى قرار اتحذته القيادة العامة في المركز 10 بالقاهرة بعد ادراكها فشل عملية تطوير الهجوم على المحاور الأخرى. وكانت عملية التطوير على تلك المحاور قد بدأت في الساعة السادسة والنصف صباحا أي قبل أكثر من 6 ساعات من بدء عملية التطوير على طريق ممر الجدي. وعقب وصول هذه التعليمات من قيادة الفرقة 7 مشاة إلى قائد اللواء أصدر أوامره إلى وحدات اللواء التي كانت على وشك التحرك في الموعد المحدد للدفع للاشتباك إلى التمسك بمواقعها داخل رأس كوبري الفرقة، وأصدر أمرا عن طريق اللاسلكي إلى قائد كتيبة الدبابات بالارتداد إلى رأس كوبري الفرقة. ونظرا لأن عملية التخلص من الاشتباك مع العدو والارتداد غربا قد تمت في أثناء النهار، لذلك عاود العدو هجماته العنيفة على مؤخرة كيبة الدبابات وعلى السرية التي كلفت بستر ارتدادها، كما قام بتركيز نيران مدفعيته عليها مما أدى إلى وقوع خسائر جسيمة بالكتيبة، فقد فقدت 13 دبابة وأصيب عدد كبير من أفرادها، كما استشهد قائدها بعد اصابة دبابته بصاروخ مضاد للدبابات، وقد قامت مدفعية الفرقة 7 مشاة بستر ارتداد كتيبة الدبابات بجميع وسائل النيران المتيسرة بناء على أوامر قائد الفرقة. وحوالي الساعة الرابعة مساء تمكنت الكتيبة من دخول رأس كوبري الفرقة السابعة مشاة.

## خطة تطوير الهجوم شرقا في الجيش الثاني
على الرغم من أن عملية تطوير الهجوم شرقا التي جرت في قطاع الجيش الثاني صباح يوم 14 أكتوبر 1973 كانت تتفق مع عملية التطوير التي جرت في قطاع الجيش الثالث من حيث توقيت الهجوم، ومن جهة عمق الأهداف المطلوب تحقيقها، فان الاختلاف الوحيد بينهما كان منحصرا في ناحية الحجم، فقد كان حجم القوات التي اشتركت في قطاع الجيش الثاني يفوق كثيرا – خاصة في الدبابات – حجمها في قطاع الجيش الثالث، وكان السبب في ذلك يعود إلى أن المجهود الرئيسي لعملية تطوير الهجوم وفقا للخطة التي وضعتها القيادة العامة كان يقع في نطاق الجيش الثاني. وكانت خطة التطوير في قطاع الجيش الثاني تتلخص فيما يلي:
- الفرقة 21 المدرعة (النسق الثاني للجيش الثاني) يتم دفعها من رأس كوبري الفرقة 16 مشاة بمهمة الوصول إلى الخط العام – الطريق العرضي 3 – والاستيلاء على الطاسة. ويرجع السبب في تخصيص فرقة مدرعة كاملة للاستيلاء على الطاسة إلى أهمية موقعها الحيوي بالنسبة خط المواجهة مع إسرائيل. فعلاوة على وقوعها في منطقة تقاطع الطريق الأوسط مع الطريق العرضي 3، فقد كانت تضم مركز القيادة المتقدم للقطاع الأوسط الذي يتولى قيادته الجنرال أرئيل شارون، كما كانت منطة تمركز الاحتياطيات التعبوية الإسرائيلية باعتبارها موقعا متوسطا بالنسبة لجبهة القتال يمكن منه دفع الوحدات المدرعة والميكانيكية إلى أي قطاع مهدد في الجبهة شمالا أو جنوبا باستخدام الطريق العرضي 3 وكان الاستيلاء على الطاسة يفتح الطريق على مصراعيه أمام القوات المصرية للتقدم شرقا دون الحاجة إلى اختراق مضايق أو اجتياز أي موانع طبيعية. كما كان يشكل في نفس الوقت تهديدا خطيرا لمركز القيادة المتقدم للقيادة الجنوبية الإسرائيلية في منطقة أم مرجم التي تبعد حوالي 40 كم فقط شرق الطاسة.
- اللواء 15 المدرع المستقل (الملحق على الفرقة 18 مشاة بقطاع القنطرة شرق) يتم دفعه من رأس كوبري الفرقة على المحور الشمالي بمهمة الوصول إلى منطقة بالوظة والاستيلاء على تقاطع الطريق الساحلي مع الطريق العرضي 3.

وكان التوقيت المحد لبدء عملية التطوير شرقا في قطاع الجيش الثاني وفقا لتوجيهات العمليات التي صدرت بعد ظهر يوم 12 أكتوبر هو صباح يوم 12 أكتوبر. ونظرا لاستدعاء قائد الجيش الثاني إلى القاهرة لحضور المؤتمر الذي عقد بالمركز 10 مساء يوم 12 أكتوبر والذي ترأسه الفريق أول أحمد إسماعيل وحضره أيضا قائد الجيش الثالث، فقد انتقل اللواء تيسير العقاد رئيس أركان الجيش الثاني من مركز القيادة الرئيسي إلى مركز القيادة المتقدم للجيش الثاني كي يتولى القياد باجراءات تنظيم المعركة، حيث ان الوقت المحدد لبدء عملية تطوير الهجوم، وهو الساعة السادسة والنصف صباحا يوم 13 أكتوبر لم يكن باقيا عل حلوله أكثر من 12 ساعة فقط. وأصدر اللواء تيسير العقاد على وجه السرعة أوامر إنذارية بمضمون المهمة إلى قادة التشكيلات التي ستقوم بعملية التطوير في الصباح للبدء في اجراءات التحضير للمعركة، وكذا إلى قادة التشكيلات الأخرى ورؤساء الأسلحة والأفرع بالجيش الثاني للاستعداد لتأمين دفع الفرقة 21 المدرعة من راس كوبري الفرقة 16 مشاة واللواء 15 المدرع من رأس كوبري الفرقة 18 مشاة. ونظرا لأن اللواء 14 مدرع (من ضمن تشكيل الفرقة 21 المدرعة) كان ملحقا على الفرقة 16 مشاة منذ يوم 6 أكتوبر، وقد تم عبوره قناة السويس ليلة 6/7 أكتوبر، وكان متمركزا في هذا الوقت في المنطقة شرق طوسون، فقد صدرت تعليمات عاجلة بأن يقوم اللواء الأول المدرع الذي كان متمركزا ضمن باقي قوات الفرقة في النسق الثاني غرب القناة بعبور قناة السويس ليلة 12/13 أكتوبر، وأتم اللواء تمركزه في منطقة الانتظار المحددة له حوالي الساعة الثامنة والنصف صباح يوم 13 أكتوبر. وفي الساعة الحادية عشرة مساء يوم 12 أكتوبر كان اللواء سعد مأمون قد اتصل من المركز 10 بالقاهرة عقب انتهاء المؤتمر برئيس أركان الجيش الثاني وأبلغه بأن تنفيذ المهمة قد تأجل لمدة 24 ساعة، أي أن تطوير الهجوم سوف يبدأ في الساعة السادسة والنصف يوم 14 أكتوبر. وأمره بنقل مركز قيادة الجيش المتقدم من منطقة أبو صوير إلى المركز التبادلي بالإسماعيلية قبل منتصف الليل، وأن يدعو القادة والرؤساء لحضور مؤتمر بمركز القيادة الجديد في الساعة الثامنة صباح اليوم التالي (السبت 13 أكتوبر).
وقد انعقد المؤتمر بمركز القيادة المتقدم للجيش الثاني بالإسماعيلية برئاسة اللواء سعد مأمون وقد حضره رئيس أركان الجيش الثاني، وقادة التشكيلات الميدانية، ورؤساء الأسلحة والأفرع الرئيسية بالجيش، وقام رئيس استطلاع الجيش الثاني في بداية المؤتمر بشرح الموقف العام للعدو على مواجهة الجيش الثاني وفقا للمعلومات المتوافرة لديه. وقد تبين أنه يوجد للعدو حوالي 230 دبابة على اتصال برؤوس كباري الفرق المصرية الثلاث 16و 2و 18 مشاة، وهي باقيا الألوية المدرعة التي سبق لهذه الفرق صد وتحطيم هجماتها المضادة في الأيام السابقة. وقد قامت مفارز من هذه الدبابات باحتلال خطوط صد تم اختيارها بعناية باستغلال طبيعة الأرض على طرق الاقتراب المحتملة لقواتنا بعد تدعيمها بساتر من الصواريخ المضادة للدبابات، وقد تمكن العدو من حشد لوائين مدرعين ولواء مشاة ميكانيكي كاحتياطي تعبوي أمام مواجهة الجيش الثاني.
وكان التخطيط الذي وضعه العدو عقب اكتشافه نوايانا لتطوير الهجوم شرقا هو الاستعداد لصد القوات المصرية القائمة بتطوير الهجوم عن طريق خطوط الصد السابق تجهيزها بالدبابات والمدعمة بالاحتياطيات المدرعة والستائر المضادة للدبابات وباجراء التعاون مع الطيران الإسرائيلي لمحاولة تدميرها، مع الاحتفاظ باحتياطي تعبوي قوي من القوات المدرعة والميكانيكية استعدادا لانتزاع المبادأة من القوات المصرية عقب القضاء على عملية تطوير الهجوم، والقيام على الفور بتوجيه ضربة مضادة قوية كي تفقد القوات المصرية توزانها.
وشرح اللواء سعد مأمون للقادة الحاضرين قرار القيادة العامة بتطوير الهجوم شرقا بقصد تخفيف الضغط على الجبهة السورية، وحدد بشكل عام المهمة التي أوكل إلى الجيش الثاني تحقيقها، وهي الاستيلاء على الخط العام الطاسة-بالوظة عل الطريق العرضي 3، والذي يبلغ عمقه حوالي 15 كم، وذكر بأن القيادة العامة قررت تخصيص مجهود جوي رئيسي لتأمين دفع وتطوير العملية الهجومية للجيش الثاني. وعلى أثر ذلك قام بتأكيد المهام للقادة التي سبق تخصيصها لهم وفقا للخطة الموضوعة، وحدد الاجراءات التي قرر اتخاذها لتأمين أوضاع راس كوبري الجيش والقوات القائمة بالتطوير، وكانت تتخلص فيما يلي:
•	تقوم الفرقة الثانية المشاة بدفع كتيبة مشاة ميكانيكية مدعمة من اللواء الميكانيكي بالفرقة للعمل كمفرزة أمامية والتقدم على محور طريق عرام (الطريق الممتد من الفردان إلى الطريق العرضي 3) بمهمة تأمين الجنب الأيسر للفرقة 21 المدرعة أثناء تقدمها شرقا.
•	تقوم الفرقة 18 مشاة بدفع كتيبة مشاة ميكانيكية مدعمة من اللواء الميكانيكي بالفرقة للعمل كمرفزة أمامية والتقدم على محور طريق القنطرة حوض أبو سمارة بمهمة الاستيلاء عل تقاطع الطرق في منطقة أبو سمارة، وتأمين الجنب اليمين للواء 15 المدرع المستقل في أثناء تقدمه شرقا.
•	يتم سحب اللواء 24 مدرع (من الفرقة 23 مش ميكا والملحق على الفرقة الثانية مشاة منذ بدء الحرب) من تجميع الفرقة الثانية المشاة ليتمركز في منطقة المحطة 3 شرق الإسماعيلية ليكون احتياطيا في يد قائد الجيش الثاني لصالح رأس كوبري الجيش الثاني الموحد (الفرقة 16 والفرقة 2 مشاة) نظرا لاشتراك اللواء 14 المدرع (الذي كان ملحقا على الفرقة 16 مشاة) ضمن قوات الفرقة 21 المدرعة في عملية التطوير. وعقب انتهاء المؤتمر عرض القادة فكرة قراراتهم على قائد الجيش الثاني للتصديق عليها. وكانت فكرة قرار العميد أ. ح. إبراهيم العرابي قائد الفرقة 21 المدرعة (المجهود الرئيسي للجيش الثاني في عملية تطوير الهجوم) التي عرضها على قائد الجيش الثاني تتضمن تقدم الفرقة جنوب الطريق الأوسط في اتجاه الطاسة بهدف الاستيلاء عليها. ويكون التقدم في نسقين:
-	النسق الأول – اللواء الأول المدرع في اليمين (المجهود الرئيسي للفرقة) واللواء 14 المدرع في اليسار.
-	النسق الثاني – اللواء 18 مشاة ميكانيكي.
وقد صدق اللواء سعد مأمون قائد الجيش الثاني على قرار قائد الفرقة، وبعد أن أجرى قائد الفرقة 21 المدرعة استطلاعه بسرعة نظرا لضيق الوقت قام بتخصيص المهمة لقائد كل من اللواء الأول المدرع، واللواء 14 المدرع (النسق الأول للفرقة) في الساعة الخامسة مساء في مركز القيادة المتقدم للفرقة 16 مشاة. ولم يتسن للقائدين فسحة كافية من الوقت لاجراء استطلاعهما على الأرض، فقد كان الوقت المتبقي قبل آخر ضوء لا يتجاوز 30 ديقة. أما قادة الكتائب المدرعة فقد اشتركوا بكتائبهم في المعركة في اليوم التالي دون أن يتسنى لهم أو لقادة سراياهم القيام باي استطلاع على الأرض مما يخالف جميع القواعد والأصول التكتيكية. ولم يتمكن قائد الفرقة 21 المدرعة نظرا لضيق الوقت من تخصيص المهمة لقائد اللواء 18 المشاة الميكانيكي (النسق الثاني) إلا في الساعة الرابعة صباحا يوم 14 أكتوبر أي قبل ساعتين ونصف الساعة فقط من بدء المعركة. ونظراً لأن مجموعة كبيرة من وحدات الفرقة 21 مدرعة كان قد تم تدعيم الفرقة 16 مشاة بها منذ بدء العمليات في 6 أكتوبر أو في الأيام التالية لها، لذلك لم يتيسر الوقت لاصدار أوامر قتال تفصيلية لهذه الوحدات بحكم انتشارها داخل رأس كوبري الفرقة 16 مشاة. هذا وقد تم إجراء عملية تنظيم التعاون بين الفرقة 21 المدرعة وبين الفرقتين 16 و2 مشاة لفتح الثغرات في حقول الألغام أمام اللواءين المدرعين، ليمكن دفعهما من خطوط الدفع المحددة لهما في الخطة. كذلك تم تنظيم التعاون بين عناصر الصاعقة التي كان من المقرر دفعها إلى جنوب غرب الطاسة، ولكن الاتصال انقطع مع هذه العناصر منذ لحظة دفعها. وبناء على تعليمات العميد أ. ح. إبراهيم العرابي قائد الفرقة 21 المدرعة بدأ اللواء 18 مشاة الميكانيكي في عبور قناة السويس في حوالي الساعة الرابعة صباحا، ولكن عبوره تأخر بعض الوقت لتعطل أحد الكباري بسبب قصف مدفعية العدو بعيدة المدى. وأخيرا تم للواء بعد اتمام عبوره التمركز في منطقة انتظار أمامية شرق طوسون صباح يوم 14 أكتوبر تمهيدا للتحرك شرقا إلى منطقة الطالية استعدادا لدفعه للاشتباك بأمر من قائد الفرقة.

### معركة الفرقة 21 المدرعة
وفي الساعة السادسة والنصف صباح يوم 14 أكتوبر، تم دفع الفرقة 21 المدرعة من خط الدفاع المحدد لها داخل راس كوبري الفرقة 16 مشاة (اللواء الأول المدرع في اليمين، واللواء 14 المدرع في اليسار) وتم تأمين دفعها بضربة جوية في اتجاه المجهود الرئيسي (اللواء الأول المدرع) من الساعة السادسة إلى الساعة السادسة والربع صباحا، اشتركت فيه 16 كتيبة مدفعية واستهلت فيه 0.4 وحدة نارية.
وفي الساعة الواحدة والنصف صباح يوم 13 أكتوبر وصل قائد اللواء إلى مركز قيادته المتقدم، حيث كانت مجموعة الأوامر في انتظاره، وتم له تخصيص المهام لقادة وحداته الفرعية، وكان قراره بشأن تشكيل قتال اللواء يقضي بأن تعين كتيبة النسق الثاني للواء للعمل كمفرزة متقدمة، على أن تدعم بتكيبة دبابات الفرقة وعناصر التدعيم الأخرى الازمة لها، وتدفع من خط دفع اللواء في ساعة س على أن تتبعها الكتيبتان الخلفيتان بفاصل حوالي من 3 إلى 5 كم، ويجري التحرك بواحدة منهما على يمين طريق الجدي وبالكتيبة الأخرى على يسار الطريق (كانت كتيبة اليمين مزودة بمركبات ب ك المدرعة بينما كانت كتيبة اليسار مزودة بمركبات B.M.P المدرعة)، وإلى الخلف من الكتيبتين تسير مجموعة مدفعية اللواء التي تتبعها احتياطيات اللواء. وفي الساعة السادسة والنصف صباحا يوم 13 أكتوبر عبرت كتيبة المفرزة المتقدمة خط الدفع بعد قصفة نيران لمدة 15 دقيقة من مجموعة مدفعية الفرقة بطريقة الطرب الحسابي، ولكن دون أن تنضم اليها كتيبة دبابات الفرقة، فقد تأخرت في الووصل بسبب ضيق الوقت الذي كان مخصصا للتحضير للمعركة. ولنفس هذا السبب لم تصل سرية الصواريخ المضادة للدبابات، ولا كتيبة المدفعية المضادة للطائرات، مما أدى إلى تحرك تشكيل قتال اللواء بدون هذه الوحدات. وكن قائد اللواء قد قام بدفع كتيبة من الصاعقة في الساعة الخامسة صباحا أي قبل موعد دفع اللواء بساعة ونصف ساعة في اتجاه محور التقدم. وقد نجحت عناصر من الصاعقة في التسلل من خلال مواقع العدو والوصول خلف دفاعاته التي تواجه محور تقدم اللواء، وكانت لها فائدة كبيرة في أثناء المعركة من ناحية الإبلاغ عن مواقع العدو وتحرك احتياطياته وتأثير نيران مدفعيتنا على مواقعه.
ولم تكد كتيبة المفرزة المتقدمة تتحرك حوالي كيلو متر ونصف شرقا على طريق الجدي حتى أجبرت على التوقف والفتح في تشكيل القتال، نظرا لاصطدامها بقوة من العدو تقدر بسرية دبابات تعاونها نيران المدفعية وساتر من الصواريخ المضادة للدبابات SS II كانت متحصنة في مواقع دفاعية في منطقة تقاطع طريق الجدي مع الطريق العرضي 3. واشتبكت الكتيبة في الحال مع عناصر العدو بالنيران، وحوالي الساعة الثامنة والنصف صباحا وصلت كتيبة دبابات الفرقة، إلا أنها لم تتمكن من الانضمام إلى تشكيل قتال كتيبة المفرزة المتقدمة نظرا لكثافة الصواريخ المضادة للدبابات التي أطلقت عليها مما أرغمها على التوقف خلف تشكيل قتال الكتيبة بمساقة 100 متر. وإلى الخلف من كتيبة الدبابات اتخذ مركز قيادة اللواء المتقدم موقعه لمراقبة المعركة، وإزاء التوقف الذي جرى ولتدمير العدو المواجه لتشكيل قتال اللواء، قرر قائد اللواء دفع الكتيبة الخلفية اليسار المزودة بالمركبات المدرعة B.M.P بعد قصفة نيران لمدة 15 دقيقة من مجموعة مدفعية اللواء للالتفاف على الجنب الأيسر للعدو وتدميره في مواقعه أو ارغامه على الانسحاب وذلك بالاستفادة من طبيعة الأرض في هذا الاتجاه وباستغلال السرعة التي تتميز بها هذه المركبات (حوالي 30 كم في الساعة). وقد صدق قائد الفرقة على قرار قائد اللواء.
وفي حوالي الساعة الحادية عشرة والنصف صباحا، تم دفع الكتيبة المدرعة B.M.P من أقصى يمين كتيبة المفرزة المتقدمة في اتجاه الجنب الأيسر للعدو واتخذت الكتيبة تشكيل القتال ولكنها لم تتمكن من التقدم أكثر من 2 كم قم توقفت بسبب تركيز العدو نيران مدفعيته وصواريخه المضادة للدبابات على تشكيل قتال هذه الكتيبة. كما قام العدو بتركيز قصفه الجوي على تشكيل قتال اللواء، مما أحدث بالوحدات خسائر كبيرة. وازاء عجز المركبات المدرعة عن التقدم في وجه الستائر المضادة للدبابات، أمر قائد اللواء باخفاء المركبات المدرعة خلف الثنيات الأرضية والكثبان الرملية، ونزول أطقمها منها للعمل كأفراد مشاة عاديين على الأقدام، واستخدام طريقة الضرب بالنيران مع الحركة لمحاولة التقدم إلى مواقع العدو تحت ستر نيران الدبابات والمركبات المدرعة المستترة في الخلف. وكان القرار سببا في نجاح بعض الفصائل في الوصول إلى مسافات قريبة من العدو، فقد أصدر قائد الفرقة 7 مشاة في حوالي الساعة الواحدة ظهرا أمرا عن طريق اللاسلكي إلى قائد اللواء بوقف تقدم اللواء والارتداد فورا إلى أوضاعه الأصلية داخل رأس كوبري الفرقة، ولكن قائد اللواء اقترح على قائد الفرقة تأجيل تنفيذ قراره بالارتداد حتى آخر ضوء يوم 13 أكتوبر، نظرا لأن وحداته في حالة اشتباك مع العدو، وفي حالة محاولتها التخلص من الاشتباك والارتداد غربا في اتجاه رأس كوبري الفرقة فإن العدو سوف يقوم بمطاردتها ويوقع بوحدات اللواء خسائر فاحدة. وقد صدق قائد الفرقة على اقتراح قائد اللواء.

#### مقتل الجنرال ماندلر
ونتيجة للبحث الدقيق الذي أجريناه بشأن مصرع الجنرال الإسرائيلي ألبرت ماندلر، اتضح لنا أنه خلال المعركة الحامية التي نشبت بين وحدات اللواء 11 المشاة الميكانيكي والقوات الإسرائيلية التي كانت تسد عليها طريق التقدم إلى تجاه مضيق الجدي، حدث أن مجموعة مدفعية اللواء أثناء قيامها بقصف مواقع العدو أصابت إحدى قذائفها مركبة القيادة التي كانت يستقلها الجنرال ألبرت ماندلر قائد القطاع الجنوبي في سيناء عندما كان يقوم باستطلاع أرض المعركة بمنظاره المكبر من أحد مراكز المراقبة بالخط الأمامي مما أدى إلى مصرع أربعة من ركابها منهم ألبرت ماندلر ورافي أونجر مراسل الإذاعة الإسرائيلية الذي كان قد ألحق بفرقته. وقد سبق أو أوردنا قصة مصرع الجنرال ماندلر في بداية هذا الفصل. وعند آخر ضوء يوم 13 أكتوبر وصل اللواء عبد المنعم واصل قائد الجيش الثالث والعميد أ. ح. أحمد بدوي قائد الفرقة السابعة المشاة إلى مقر القيادة الأمامي للواء المشاة الميكانيكي. وبعد التداول في الموقف صدر الأمر إلى قائد اللواء باعادة الوحدات الفرعية للواء إلى مواقعها الأصلية بداخل رأس كوبري الفرقة والاستعداد لتطوير الهجوم شرقا في الساعة السادسة والنصف صباح اليوم التالي 14 أكتوبر مع باقي المفارز المتقدمة على طول خط الجبهة لتحقيق نفس المهمة التي سبق تخصيصها للواء صباح يوم 13 أكتوبر. وكان السبب في ذلك كما سبق أن ذكرنا يرجع إلى إغفال إخطار قائد الفرقة السابعة بقرار تأجيل التطوير لمدة 24 ساعة.
وقد تقدم قائد اللواء 11 المشاة الميكانيكي بمطلبين أساسيين إلى قائد الجيش الثالث حتى يمكنه تحقيق المهمة المطلوبة منه بنجاح في اليوم التالي. وكان المطلبان هما:
1-	تأجيل موعد دفع اللواء للاشتباك من الساعة السادسة والنصف صباحا إلى الساعة الواحدة ظهرا يوم 14 أكتوبر، حتى يمكن في الصباح إعادة ملء المركبات المدرعة بالوقود واستعاضة الذخائر واعادة تنظيم اللواء بعد المعارك العنيفة التي خاضتها وحداته مع العدو.
2-	دعم اللواء بتكيبة دبابات اضافية من اللواء 25 مدرع مستقل (الملحق على الفرقة 7 مشاة) ليتم دفعها للاشتباك من الجنب الأيمن للواء في اتجاه تقاطع طريق الجدي مع الطريق العرضي 3، مع قيامها بحركة التفاف على يسار العدو المتمركز في منطقة تقاطع الطريق وشغله بالنيران، في الوقت الذي يتم فيه دفع اللواء من خط دفعه للاشتباك. ولهذا السبب اقترح قائد اللواء أن يتم دفع كتيبة الدبابات من خط الدفع للاشتباك قبل دفع كتيبة المفرزة الأمامية للواء بحوالي 15 دقيقة.
وقد قرر قائد الجيش الثالث التصديق على مطلبي قائد اللواء، كما تقرر تأمين ارتداد وحدات اللواء الأمامية التي كانت ما تزال مشتبكة مع العدو إلى رأس كوبري الفرقة بقصفة نيران من مدفعية اللواء ومدفعية الفرقة. وقد تم للواء الارتداد غربا تحت ستر نيران المدفعية واستعادة أوضاعه الدفاعية في رأس الكوبري حوالي الساعة الثانية صباح يوم 14 أكتوبر. وفي الساعة التاسعة صباحا، وأثناء قيام وحدات اللواء بالتجهيز للمعركة، أجرى قائد اللواء تأكيد المهام على قادة وحداته الفرعية كما خصص المهمة الجديد لقائد كتيبة الدبابات التي أرسلت من اللواء 25 مدرع المستقل.
وفي حوالي الساعة الواحدة ظهرا يوم 14 أكتوبر تم دفع كتيبة الدبابات من اللواء 25 مدرع مستقل من خط الدفع المحدد لها بعد تأمين دفعها بقصفة نيران من المدفعية لمدة 15 دقيقة . وقد أمكن لكتيبة الدبابات التقدم في اتجاه تقاطع الطرق بسرعة كبيرة إلى الحد الذي جعلها تقطع مسافة 7 كم في 15 دقيقة حتى أوشكت على تحقيق أهداف هجومها. وكانت الكتيبة قد اشتبكت مع العدو خلال تقدمها ودمرت له حوالي 5 دبابات. إلا أنه في حوالي الساعة الواحدة والربع ظهرا صدرت الأوامر من قيادة الجيش الثالث بوقف دفع اللواء المشاة الميكانيكي، وكذا انسحاب كتيبة الدبابات التي دفعت من قبل إلى رأس كوبري الفرقة 7 مشاة، ويبدو أن السبب في ذلك يرجع إلى قرار اتحذته القيادة العامة في المركز 10 بالقاهرة بعد ادراكها فشل عملية تطوير الهجوم على المحاور الأخرى. وكانت عملية التطوير على تلك المحاور قد بدأت في الساعة السادسة والنصف صباحا أي قبل أكثر من 6 ساعات من بدء عملية التطوير على طريق ممر الجدي. وعقب وصول هذه التعليمات من قيادة الفرقة 7 مشاة إلى قائد اللواء أصدر أوامره إلى وحدات اللواء التي كانت على وشك التحرك في الموعد المحدد للدفع للاشتباك إلى التمسك بمواقعها داخل رأس كوبري الفرقة، وأصدر أمرا عن طريق اللاسلكي إلى قائد كتيبة الدبابات بالارتداد إلى رأس كوبري الفرقة. ونظرا لأن عملية التخلص من الاشتباك مع العدو والارتداد غربا قد تمت في أثناء النهار، لذلك عاود العدو هجماته العنيفة على مؤخرة كيبة الدبابات وعلى السرية التي كلفت بستر ارتدادها، كما قام بتركيز نيران مدفعيته عليها مما أدى إلى وقوع خسائر جسيمة بالكتيبة، فقد فقدت 13 دبابة وأصيب عدد كبير من أفرادها، كما استشهد قائدها بعد اصابة دبابته بصاروخ مضاد للدبابات، وقد قامت مدفعية الفرقة 7 مشاة بستر ارتداد كتيبة الدبابات بجميع وسائل النيران المتيسرة بناء على أوامر قائد الفرقة. وحوالي الساعة الرابعة مساء تمكنت الكتيبة من دخول رأس كوبري الفرقة السابعة مشاة.

## خطة تطوير الهجوم شرقا في الجيش الثاني
على الرغم من أن عملية تطوير الهجوم شرقا التي جرت في قطاع الجيش الثاني صباح يوم 14 أكتوبر 1973 كانت تتفق مع عملية التطوير التي جرت في قطاع الجيش الثالث من حيث توقيت الهجوم، ومن جهة عمق الأهداف المطلوب تحقيقها، فان الاختلال الوحيد بينهما كان منحصرا في ناحية الحجم، فقد كان حجم القوات التي اشتركت في قطاع الجيش الثاني يفوق كثيرا – خاصة في الدبابات – حجمها في قطاع الجيش الثالث، وكان السبب في ذلك يعود إلى أن المجهود الرئيسي لعملية تطوير الهجوم وفقا للخطة التي وضعتها القيادة العامة كان يقع في نطاق الجيش الثاني. وكانت خطة التطوير في قطاع الجيش الثاني تتلخص فيما يلي:
- الفرقة 21 المدرعة (النسق الثاني للجيش الثاني) يتم دفعها من رأس كوبري الفرقة 16 مشاة بمهمة الوصول إلى الخط العام – الطريق العرضي 3 – والاستيلاء على الطاسة. ويرجع السبب في تخصيص فرقة مدرعة كاملة للاستيلاء على الطاسة إلى أهمية موقعها الحيوي بالنسبة خط المواجهة مع إسرائيل. فعلاوة على وقوعها في منطقة تقاطع الطريق الأوسط مع الطريق العرضي 3، فقد كانت تضم مركز القيادة المتقدم للقطاع الأوسط الذي يتولى قيادته الجنرال أرئيل شارون، كما كانت منطة تمركز الاحتياطيات التعبوية الإسرائيلية باعتبارها موقعا متوسطا بالنسبة لجبهة القتال يمكن منه دفع الوحدات المدرعة والميكانيكية إلى أي قطاع مهدد في الجبهة شمالا أو جنوبا باستخدام الطريق العرضي 3 وكان الاستيلاء على الطاسة يفتح الطريق على مصراعيه أمام القوات المصرية للتقدم شرقا دون الحاجة إلى اختراق مضايق أو اجتياز أي موانع طبيعية. كما كان يشكل في نفس الوقت تهديدا خطيرا لمركز القيادة المتقدم للقيادة الجنوبية الإسرائيلية في منطقة أم مرجم التي تبعد حوالي 40 كم فقط شرق الطاسة.
- اللواء 15 المدرع المستقل (الملحق على الفرقة 18 مشاة بقطاع القنطرة شرق) يتم دفعه من رأس كوبري الفرقة على المحور الشمالي بمهمة الوصول إلى منطقة بالوظة والاستيلاء على تقاطع الطريق الساحلي مع الطريق العرضي 3.

وكان التوقيت المحدد لبدء عملية التطوير شرقا في قطاع الجيش الثاني وفقا لتوجيهات العمليات التي صدرت بعد ظهر يوم 12 أكتوبر هو صباح يوم 12 أكتوبر. ونظرا لاستدعاء قائد الجيش الثاني إلى القاهرة لحضور المؤتمر الذي عقد بالمركز 10 مساء يوم 12 أكتوبر والذي ترأسه الفريق أول أحمد إسماعيل وحضره أيضا قائد الجيش الثالث، فقد انتقل اللواء تيسير العقاد رئيس أركان الجيش الثاني من مركز القيادة الرئيسي إلى مركز القيادة المتقدم للجيش الثاني كي يتولى القيادة باجراءات تنظيم المعركة، حيث أن الوقت المحدد لبدء عملية تطوير الهجوم، وهو الساعة السادسة والنصف صباحا يوم 13 أكتوبر لم يكن باقيا على حلوله أكثر من 12 ساعة فقط. وأصدر اللواء تيسير العقاد على وجه السرعة أوامر إنذارية بمضمون المهمة إلى قادة التشكيلات التي ستقوم بعملية التطوير في الصباح للبدء في اجراءات التحضير للمعركة، وكذا إلى قادة التشكيلات الأخرى ورؤساء الأسلحة والأفرع بالجيش الثاني للاستعداد لتأمين دفع الفرقة 21 المدرعة من رأس كوبري الفرقة 16 مشاة واللواء 15 المدرع من رأس كوبري الفرقة 18 مشاة. ونظرا لأن اللواء 14 مدرع (من ضمن تشكيل الفرقة 21 المدرعة) كان ملحقا على الفرقة 16 مشاة منذ يوم 6 أكتوبر، وقد تم عبوره قناة السويس ليلة 6/7 أكتوبر، وكان متمركزا في هذا الوقت في المنطقة شرق طوسون، فقد صدرت تعليمات عاجلة بأن يقوم اللواء الأول المدرع الذي كان متمركزا ضمن باقي قوات الفرقة في النسق الثاني غرب القناة بعبور قناة السويس ليلة 12/13 أكتوبر، وأتم اللواء تمركزه في منطقة الانتظار المحددة له حوالي الساعة الثامنة والنصف صباح يوم 13 أكتوبر. وفي الساعة الحادية عشرة مساء يوم 12 أكتوبر كان اللواء سعد مأمون قد اتصل من المركز 10 بالقاهرة عقب انتهاء المؤتمر برئيس أركان الجيش الثاني وأبلغه بأن تنفيذ المهمة قد تأجل لمدة 24 ساعة، أي أن تطوير الهجوم سوف يبدأ في الساعة السادسة والنصف يوم 14 أكتوبر. وأمره بنقل مركز قيادة الجيش المتقدم من منطقة أبو صوير إلى المركز التبادلي بالإسماعيلية قبل منتصف الليل، وأن يدعو القادة والرؤساء لحضور مؤتمر بمركز القيادة الجديد في الساعة الثامنة صباح اليوم التالي (السبت 13 أكتوبر).
وقد تم عقد المؤتمر بمركز القيادة المتقدم للجيش الثاني بالإسماعيلية برئاسة اللواء سعد مأمون وقد حضره رئيس أركان الجيش الثاني، وقادة التشكيلات الميدانية، ورؤساء الأسلحة والأفرع الرئيسية بالجيش، وقام رئيس استطلاع الجيش الثاني في بداية المؤتمر بشرح الموقف العام للعدو على مواجهة الجيش الثاني وفقا للمعلومات المتوافرة لديه. وقد تبين أنه يوجد للعدو حوالي 230 دبابة على اتصال برؤوس كباري الفرق المصرية الثلاث 16و 2و 18 مشاة، وهي باقيا الألوية المدرعة التي سبق لهذه الفرق صد وتحطيم هجماتها المضادة في الأيام السابقة. وقد قامت مفارز من هذه الدبابات باحتلال خطوط صد تم اختيارها بعناية باستغلال طبيعة الأرض على طرق الاقتراب المحتملة لقواتنا بعد تدعيمها بساتر من الصواريخ المضادة للدبابات، وقد تمكن العدو من حشد لوائين مدرعين ولواء مشاة ميكانيكي كاحتياطي تعبوي أمام مواجهة الجيش الثاني.
وكان التخطيط الذي وضعه العدو عقب اكتشافه نوايانا لتطير الهجوم شرقا هو الاستعداد لصد القوات المصرية القائمة بتطوير الهجوم عن طريق خطوط الصد السابق تجهيزها بالدبابات والمدعمة بالاحتياطيات المدرعة والستائر المضادة للدبابات وباجراء التعاون مع الطيران الإسرائيلي لمحاولة تدميرها، مع الاحتفاظ باحتياطي تعبوي قوي من القوات المدرعة والميكانيكية استعدادا لانتزاع المبادأة من القوات المصرية عقب القضاء على عملية تطوير الهجوم، والقيام على الفور بتوجيه ضربة مضادة قوية كي تفقد القوات المصرية توزانها.
وشرح اللواء سعد مأمون للقادة الحاضرين قرار القيادة العامة بتطوير الهجوم شرقا بقصد تخفيف الضغط على الجبهة السورية، وحدد بشكل عام المهمة التي أوكل إلى الجيش الثاني تحقيقها، وهي الاستيلاء على الخط العام الطاسة-بالوظة على الطريق العرضي 3، والذي يبلغ عمقه حوالي 15 كم، وذكر بأن القيادة العامة قررت تخصيص مجهود جوي رئيسي لتأمين دفع وتطوير العملية الهجومية للجيش الثاني. وعلى أثر ذلك قام بتأكيد المهام للقادة التي سبق تخصيصها لهم وفقا للخطة الموضوعة، وحدد الاجراءات التي قرر اتخاذها لتأمين أوضاع راس كوبري الجيش والقوات القائمة بالتطوير، وكانت تتخلص فيما يلي:
- تقوم الفرقة الثانية المشاة بدفع كتيبة مشاة ميكانيكية مدعمة من اللواء الميكانيكي بالفرقة للعمل كمفرزة أمامية والتقدم على محور طريق عرام (الطريق الممتد من الفردان إلى الطريق العرضي 3) بمهمة تأمين الجنب الأيسر للفرقة 21 المدرعة أثناء تقدمها شرقا.
- تقوم الفرقة 18 مشاة بدفع كتيبة مشاة ميكانيكية مدعمة من اللواء الميكانيكي بالفرقة للعمل كمرفزة أمامية والتقدم على محور طريق القنطرة حوض أبو سمارة بمهمة الاستيلاء عل تقاطع الطرق في منطقة أبو سمارة، وتأمين الجنب اليمين للواء 15 المدرع المستقل في أثناء تقدمه شرقا.
- يتم سحب اللواء 24 مدرع (من الفرقة 23 مشاة ميكانيكية والملحق على الفرقة الثانية مشاة منذ بدء الحرب) من تجميع الفرقة الثانية المشاة ليتمركز في منطقة المحطة 3 شرق الإسماعيلية ليكون احتياطيا في يد قائد الجيش الثاني لصالح رأس كوبري الجيش الثاني الموحد (الفرقة 16 والفرقة 2 مشاة) نظرا لاشتراك اللواء 14 المدرع (الذي كان ملحقا على الفرقة 16 مشاة) ضمن قوات الفرقة 21 المدرعة في عملية التطوير. وعقب انتهاء المؤتمر عرض القادة فكرة قراراتهم على قائد الجيش الثاني للتصديق عليها. وكانت فكرة قرار العميد أ. ح. إبراهيم العرابي قائد الفرقة 21 المدرعة (المجهود الرئيسي للجيش الثاني في عملية تطوير الهجوم) التي عرضها على قائد الجيش الثاني تتضمن تقدم الفرقة جنوب الطريق الأوسط في اتجاه الطاسة بهدف الاستيلاء عليها. ويكون التقدم في نسقين:
  - النسق الأول – اللواء الأول المدرع في اليمين (المجهود الرئيسي للفرقة) واللواء 14 المدرع في اليسار.
  - النسق الثاني – اللواء 18 مشاة ميكانيكي.

وقد صدق اللواء سعد مأمون قائد الجيش الثاني على قرار قائد الفرقة، وبعد أن أجرى قائد الفرقة 21 المدرعة استطلاعه بسرعة نظرا لضيق الوقت قام بتخصيص المهمة لقائد كل من اللواء الأول المدرع، واللواء 14 المدرع (النسق الأول للفرقة) في الساعة الخامسة مساء في مركز القيادة المتقدم للفرقة 16 مشاة. ولم يتسر للقائدين فسحة كافية من الوقت لاجراء استطلاعهما على الأرض، فقد كان الوقت المتبقي قبل آخر ضوء لا يتجاوز 30 ديقة. أما قادة الكتائب المدرعة فقد اشتركوا بكتائبهم في المعركة في اليوم التالي دون أن يتسنى لهم أو لقادة سراياهم القيام باي استطلاع على الأرض مما يخالف جميع القواعد والأصول التكتيكية. ولم يتمكن قائد الفرقة 21 المدرعة نظرا لضيق الوقت من تخصيص المهمة لقائد اللواء 18 المشاة الميكانيكي (النسق الثاني) إلا في الساعة الرابعة صباحا يوم 14 أكتوبر أي قبل ساعتين ونصف الساعة فقط من بدء المعركة. ونظرا لأن مجموعة كبيرة من وحدات الفرقة 21 مدرعة كان قد تم تدعيم الفرقة 16 مشاة بها منذ بدء العمليات في 6 أكتوبر أو في الأيام التالية لها، لذلك لم يتيسر الوقت لاصدار أوامر قتال تفصيلية لهذه الوحدات بحكم انتشارها داخل رأس كوبري الفرقة 16 مشاة. هذا وقد تم إجراء عملية تنظيم التعاون بين الفرقة 21 المدرعة وبين الفرقتين 16 و2 مشاة لفتح الثغرات في حقول الألغام أمام اللواءين المدرعين، ليمكن دفعهما من خطوط الدفع المحددة لهما في الخطة. كذلك تم تنظيم التعاون بين عناصر الصاعقة التي كان من المقرر دفعها إلى جنوب غرب الطاسة، ولكن الاتصال انقطع مع هذه العناصر منذ لحظة دفعها. وبناء على تعليمات العميد أ. ح. إبراهيم العرابي قائد الفرقة 21 المدرعة بدأ اللواء 18 مشاة الميكانيكي في عبور قناة السويس في حوالي الساعة الرابعة صباحا، ولكن عبوره تأخر بعض الوقت لتعطل أحد الكباري بسبب قصف مدفعية العدو بعيدة المدى. وأخيرا تم للواء بعد اتمام عبوره التمركز في منطقة انتظار أمامية شرق طوسون صباح يوم 14 أكتوبر تمهيدا للتحرك شرقا إلى منطقة الطالية استعدادا لدفعه للاشتباك بأمر من قائد الفرقة.

### معركة الفرقة 21 المدرعة
وفي الساعة السادسة والنصف صباح يوم 14 أكتوبر، تم دفع الفرقة 21 المدرعة من خط الدفاع المحدد لها داخل راس كوبري الفرقة 16 مشاة (اللواء الأول المدرع في اليمين، واللواء 14 المدرع في اليسار) وتم تأمين دفعها بضربة جوية في اتجاه المجهود الرئيسي (اللواء الأول المدرع) من الساعة السادسة إلى الساعة السادسة والربع صباحا، اشتركت فيه 16 كتيبة مدفعية واستهلت فيه 0.4 وحدة نارية.
وفي الساعة الثامنة صباحا اصطدمت قوات الفرقة بمقاومة شديدة من مواقع مجهزة للعدو على الخط العام النقطة 118 – القطاوية – النقطة 146 جنوب وشمال الطريق الأوسط – كثيب عفان (شمال الطريق الأوسط). وفي نفس الوقت وصلت معلومات تفيد بأن العدو بدأ يحرك احتياطيه المدرع في اتجاه حبيطة على الجانب الأيمن للفرقة 16 مشاة. وكان موقف اللواء الأول المدرع بالغ السوء منذ بدء تحركه. فقد تعرض لقصف مركز من مدفعية العدو البعيدة المدى من عيار 175 مم، علاوة على نيران كثيفة من الدبابات وستائر الصواريخ المضادة للدبابات من النقطة 118 مما أدى إلى استشهاد العقيد أ.ح. محمد توفيق أبو شادي قائد اللواء وكذا قائد مدفعية اللواء في أول 15 دقيقة من المعركة، وتدمير دبابة قائد كتيبة اليسار وتولى رئيس أركان اللواء مسئولية القيادة. وأدى هذا الموقف بالإضافة إلى شدة وكثافة النيران التي تركزت على وحدات اللواء إلى ضياع السيطرة، خاصة بعد انقطاع الاتصال بين قيادة اللواء وبعض وحداته الفرعية. ونتيجة لذلك فقدت بعض هذه الوحدات اتجاهها، وتحركت نحو الشمال لتفادي المقاومات الشديدة التي أوقفت تقدمها بدلا من الاتجاه نحو الشرق وفقا للخطة الموضوعة، مما أدى إلى التصاق بعض سرايا الدبابات من اللواء الأول المدرع بوحدات اللواء 14 المدرع.
وكان موقف اللواء 14 المدرع أفضل من موقف اللواء الأول، فقد نجح في تدمير موقع العدو الذي اعترض طريق تقدمه، وتمكن من التقدم حوالي خمسة كيلو مترات أمام الحد الأمامي لرأس كوبري الفرقة 16 مشاة، ومن الوصول إلى الخط العام كثيب الصناعات كثيب عيفان، ولكنه أرغم على التوقف أمام نيران الدبابات والستائر المضادة للدبابات التي تركزت على وحداته من موقع العدو الحصين والسابق التجهيز في النقطة 146 شمال وجنوب الطريق الأوسط.
وفي الساعة الثامنة والنصف صباحا أصيب اللواء سعد مأمون قائد الجيش الثاني الذي كان يتابع موقف الفرقة 21 المدرعة من مركز القيادة المتقدم للجيش بنوبة قلبية، وقد بادر بالاتصال باللواء تيسير العقاد رئيس أركان الجيش الذي كان موجودا في الخلف في مركز القيادة الرئيسي للجيش وأبلغه بمرضه، ودعاه للحضور إلى مركز القيادة المتقدم للجيش لتولي القيادة بدلا منه، وانتقل هو إلى غرفة الاستراحة بمركز القيادة حيث أخذ بعض الأطباء في علاجه.
وقد اختلفت الأقوال حول السبب الحقيقي لمرض اللواء سعد مأمون والذي أدى إلى تنحيه عن قيادة الجيش الثاني يوم 14 أكتوبر وإلى اخلائه فيما بعد إلى مستشفى المعادي. وقد تطرق الفريق سعد الشاذلي في مذكراته، فأورد في الصفحة 247 ما يلي: «لقد كان تأثير أخبار هزيمة قواته (يقصد اللواء سعد مأمون) صباح اليوم ذات أثر كبير عليه فانهار. وكان معاونوه يعتقدون أنه بعد عدة ساعات من النوم سوف يستعيد نشاطه، ولذلك حجبوا المعلومات عن القيادة العامة».
وفي الساعة العاشرة صباحا يوم 14 أكتوبر وصل اللواء تيسير العقاد رئيس أركان الجيش الثاني إلى مركز القيادة المتقدم للجيش في الإسماعيلية. وتولى القيادة اعتبارا من هذا التوقيت. وكانت الفرقة 21 المدرعة ما تزال مشتبكة في قتال عنيف مع مقاومات العدو التي أوقفتها عن التقدم. وأصدر قائد الفرقة أمرا إلى اللواء 18 مش ميكا (النسق الثاني للفرقة) بالتحرك إلى منطقة الطالية، وأن يكون مستعدا للدفع للاشتباك من اتجاه كثيب الخيل يمين اللواء 14 المدرع. وكانت فكرة قائد الفرقة ترمي إلى استخدام المشاة المترجلة كي تتعاون مع الدبابات لتدمير مقاومات العدو التي أوقفت تقدم اللواء 14 المدرع خاصة في النقطة 146 بعد توجيه قصفة النيران عليها من الطيران والمدفعية. وقد تمت معاونة هجوم الفرقة 21 المدرعة بحشد ضخم من نيران المدفعية اشتركت فيه مجموعة مدفعية الجيش الثاني ومجموعات مدفعية الفرق 21 المدرعة و16 مشاة و2 مشاة وتركزت قصف نيرانها على مواقع العدو التي أوقفت تقدم الفرقة 21 المدرعة، وعلى مواقع بطاريات مدفعية العدو في العمق. وعندما طلب قائد الفرقة مجهوداً جوياً قامت مدفعية الفرقة المدرعة بضرب ستارة دخان لتحديد الخط الذي وصلت إليه قوات الفرقة لقواتنا الجوية. وقد تم تنفيذ 2 طلعات طيران لمعاونة الفرقة، وقامت الطائرات بقصف مواقع العدو، ولكن تأثير الضرب كان محدودا بسبب عدم تحقيق اتصال مباشر بين الفرقة والطيران لتحديد الأهداف المطلوب تدميرها.
وكان موقف اللواء الأول المدرع لا يزال سيئا بعد فقد قيادة اللواء السيطرة على بعض وحداته الفرعية نتيجة لاستشهاد قائد اللواء في بداية المعركة وانقطاع الاتصال مع إحدى كتائبه المدرعة بسبب تدمير دبابة قائدها، مما أدى إلى انضمام عناصر منه إلى اللواء 14 المدرع، كما أن جانبا من وحداته الفرعية دخلت في رأس كوبري الفرقة 16 مشاة. وقد بذل العميد أ.ح. إبراهيم العرابي قائد الفرقة 21 المدرعة جهدا كبيرا لاعادة تجميع اللواء الأول المدرع واحكام السيطرة عليه تمهيدا لاستعادة كفاءته القتالية.
وفي نفس الوقت استمر اللواء 14 المدرع يقاتل بعناد من موقعه على الخط كثيب الصناعات-كثيب عيفان ضد المقاومة العنيفة للعدو في النقطة الحصينة 146. وقامت الفرقة الثانية المشاة بمعاونة اللواء المدرع وحماية جنبه الأيسر بنيران مدفعيتها وأسلحتها المضادة للدبابات. وعندما شن العدو هجمة مضادة على الجانب الأيمن للواء بسريتي دبابات مدعمتين ببعض المشاة الميكانيكية، تمكن اللواء بالتعاون مع احتياطي الفرقة المضاد للدبابات الذي قام بالفتح على جانبه الأيمن من صد الهجوم المضاد وتدمير 5 دبابات للعدو. وقد قام العدو طوال يوم 14 أكتوبر بتركيز نيران مدفعيته بعيدة المدى من عيار 155 مم و175 مم وقصفه الجوي على مواقع ووحدات الفرقة 21 المدرعة والفرقة 16 مشاة. وعندما حاولت بعض الاحتياطيات المدرعة للعدو القيام بهجوم مضاد من اتجاه كثيب الحبشي من الجنوب على الطريق العرضي 2 قامت الفرقة 16 مشاة بصد هذا الهجوم، وتمكنت من تدمير 4 دبابات.
وفي الساعة الواحدة والنصف ظهرا أصبح موقف الفرقة 21 المدرعة حرجا. فلقد عجز اللواء الأول المدرع عن تطوير أعمال قتاله شرقا وأصيب بخسائر كبيرة، وأصبحت دباباته المتبقية 66 دبابة. بينما تعرض اللواء 14 المدرع لهجوم جوي مركز ونيران كثيفة وضرب مباشر من الدبابات والصواريخ المضادة للدبابات، وأصبحت دباباته المتبقية 44 دبابة، أي أن الفرقة فقدت حوالي 50% من دباباتها إذا أضفنا إليها دبابات اللواء الميكانيكي الذي لم يشترك في القتال.
وكان اللواء 18 المشاة الميكانيكي مستمرا في التجمع في أرتال سرايا في منطقة الطالية استعدادا لدفعه للاشتباك، وقد تعرض أثناء ذلك لقصف جوي ونيران مدفعية مركزة أما وحدات مدفعية الفرقة فقد كانت ما تزال في محلاتها خلف خط الدفع داخل رأس كوبري الفرقة 16 مشاة وقائمة بتقديم المعونة المطلوبة للوحدات بنيرانها. وكان قرار قائد الفرقة المدرعة هو التمسك بالخط العام كثيب الصناعات عيفان بقوة اللواء 14 المدرع والكتيبة التي انضمت اليه من اللواء الأول المدرع، واعادة تجميع اللواء الأول المدرع (عدا كتيبة) في المنطقة جنوب كثيب أبو وقفة مع استمرار تمركز اللواء 18 المشاة الميكانيكي غرب الطالية، وسرعة استعادة الكفاءة القتالية للفرقة استعدادا لاستئناف التقدم وتحقيق المهمة التي كلفت بها. وقد صدق قائد الجيش بالنيابة على قرار قائد الفرقة حوالي الساعة الثانية ظهرا. وفي نفس التوقيت قام اللواء تيسير العقاد الذي كان يتولى قيادة الجيش الثاني بالاتصال بالقائد العام الفريق أول أحمد إسماعيل بالمركز 10 بالقاهرة وشرح له موقف الفرقة 21 المدرعة وقراره الذي أصدره باستمرار الفرقة في تحقيق مهمتها، ولكنه طلب من القائد العام تقديم معاونة جوية للفرقة لمساعدتها في ازاحة مقاومات العدو التي اعترضت طريقها وأوقفتها عن التقدم.
وازاء الموقف الجديد بعد تمركز معظم وحدات الفرقة 21 المدرعة داخل رأس كوبري الفرقة 16 مشاة، أصدر اللواء تيسير العقاد أمره باستمرار اللواء 24 المدرع في مكانه الأصلي في رأس كوبري الفرقة 2 مشاة وألغى القرار السابق بتحركه إلى منطقة المحطة 3 شرق الإسماعيلية ليكون احتياطيا في يد قائد الجيش لصالح رأس كوبري الجيش الموحد.
وكان الرئيس الراحل أنور السادات قد وصل حوالي الواحدة والنصف ظهرا يوم 14 أكتوبر إلى المركز 10 بناء على طلب من القائد العام، وأخطره الفريق أول أحمد إسماعيل بعد حضوره إلى مقر القيادة بأن عملية تطوير الهجوم على طول الجبهة لم تصادف نجاحا، وأن القوات المدرعة والميكانيكية التي قامت بعملية تطوير الهجوم في قطاعي الجيشين الثاني والثالث قد منيت بخسائر كبيرة في الدبابات بلغت حوالي 250 دبابة. وأمر الرئيس الراحل السادات الفريق سعد الشاذلي رئيس الأركان بالتحرك في الحال إلى الجبهة لرفع معنويات الضباط والجنود. وفي حوالي الساعة الرابعة مساء وصل الفريق الشاذلي إلى مركز القيادة المتقدم للجيش الثاني، وقام بزيارة اللواء سعد مأمون الذي كان يرقد في الاستراحة وإلى جانبه الطبيب الذي كان يشرف على علاجه. وقد ذكر الفريق سعد الشاذلي في مذكراته أنه عندما أبلغ اللواء سعد مأمون أثناء زيارته له بأنه سيتم اخلاؤه إلى مستشفى المعادي ، انزعج كثيرا ورجاه ألا يفعل ذلك مؤكدا أنه يستطيع أن يمارس مسئولياته فورا، لكن الطبيب بناء على اتفاق مسبق مع سعد الشاذلي اتصل به هاتفيا صباح اليوم التالي (15 أكتوبر) وأخبره بأن حالة سعد مأمون لم تتحسن، ولذا فقد تم اخلاؤه إلى مستشفى القصاصين في بادئ الأمر ثم إلى مستشفى المعادي، حيث بقى فيه إلى ما بعد وقف إطلاق النار. وبعد أن غادر الفريق الشاذلي غرفة اللواء سعد مأمون اجتمع مع ضباط قادة الجيش الثاني وبحث معهم الموقف، كما قام قام بالاتصال بجميع قادة الفرق وأبلغهم تحيات الرئيس وتشجيعه لهم.
ورغم تحذيرات العميد أ.ح. إبراهيم العرابي للفريق سعد الشاذلي بعدم العبور إلى شرق القناة نظرا لهبوط الظلام مما سوف يجعل التحرك ليلا في ميدان المعركة عملية بالغة الخطورة، فان الفريق سعد الشاذلي صمم على زيارة الفرقة 21 المدرعة نظرا لأنها التشكيل الذي تحمل العبء الأكبر من المعركة صباح هذا اليوم ولكنه عجز عن عبور القناة بعربته، فلقد وجد أحد الكباري مدمرا ووجد الكوبري الأخر مرفوعا من مكانه لتفادي تدميره بواسطة مدفعية العدو التي كانت مستمرة طوال الوقت في عمليات القصف، ولذا فقد اضطر رئيس الأركان إلى العودة مرة أخرى إلى مركز قيادة الجيش فوصله حوالي الساعة الثامنة مساء. وبعد أن اتصل هاتفيا بالعميد أ.ح. إبراهيم العرابي تحرك عائدا إلى القاهرة ووصل إلى المركز 10 حوالي الساعة الحادية عشر مساء، حيث أبلغ الموقف إلى الفريق أول أحمد إسماعيل. وحوالي منتصف الليل اتصل به الرئيس الراحل السادات، ولما استفسر منه عن الموقف أعاد على مسامعه كل ما رآه وفعله في تلك الزيارة.
وفي الساعة التاسعة مساء كانت الأوامر قد صدرت من قيادة الجيش الثاني بناء عل تعليمات القيادة العامة إلى قائد الفرقة 21 المدرعة بتجميع الفرقة داخل رأس كوبري الفرقة 16 مشاة قبل أو ضوء يوم 15 أكتوبر، وذلك لتدعيم الدفاع عن رأس الكوبري مع استمرار أعمال إعادة تجميع الفرقة واستعادة كفاءتها القتالية في أقرب وقت ممكن.
ورغم الخسائر الجسيمة التي أصابت بها الفرقة 21 المدرعة، والمواقف الصعبة التي واجهتها خلال عملية تطوير الهجوم صباح يوم 14 أكتوبر، فان الفرقة قاتلت العدو قتالا مجيدا، وخسرت عدد كبير من رجالها ودباباتها. ولكن الظروف غير المواتية والأخطاء التكتيكية التي وقعت وقفت حائلا دون تحقيق الفرقة للمهمة التي تم تكليفها بها.

### معركة اللواء 15 المدرع المستقل
كانت المهمة التي خصصت للواء 15 المدرع المستقل هي أن يدفع كمفرزة أمامية للفرقة على المحور الشمالي بعد تدعيمه بوحدات الدعم اللازم بمهمة الوصول إلى منطقة بالوظة (تقع في أقصى شمال الطريق العرضي 3 وعلى بعد 23 كم شرق القناة) والاستيلاء على تقاطع الطريق العرضي 3 مع الطريق الساحلي الشمالي (طريق القنطرة شرق-العريش). ولتأمين تقدم اللواء المدرع، تقرر دفع كتيبة مشاة ميكانيكية من اللواء المشاة الميكانيكي بالفرقة 18 مشاة مدعمة بكتيبة دبابات اللواء على محور طريق القنطرة-حوض أبو سمارة بمهمة تأمين الجنب الأيمن للواء المدرع.
وفي الساعة العاشرة مساء يوم 13 أكتوبر، عرض العقيد أ. ح تحسين شنن قائد اللواء 15 المدرع قراره على العميد أ. ح فؤاد عزيز غالي قائد الفرقة 18 مشاة، وكان مبينا على أساس دفع اللواء المدرع في اتجاه بالوظة على ثلاثة محاور تتقدم على كل محور منها كتيبة دبابات مدعمة. وقد تعينت الكتيبة التي تقرر تقدمها على المحور الأوسط (طريق القنطرة العريش الرئيسي) لتكون المفرزة الأمامية للواء، ويتم دفعها للاشتباك من خط الدفع داخل رأس كوبري الفرقة 18 مشاة الساعة السادسة والنصف صباح يوم 14 أكتوبر، على أن تتبعها بعد فترة زمنية قدرها 45 دقيقة القوة الرئيسية للواء التي تتكون من كتيبة دبابات مدعمة ومركز قيادة اللواء المتقدم وتتحرك على محور الطريق الأيمن، وكتيبة دبابات مدعمة وتتحرك على محور الطريق الأيسر. وفي الساعة السادسة صباحا، تم دفع كتيبة المفرزة الأمامية بعد قصفة نيران مدفعية لمدة 15 دقيقة، وبعد حوالي 45 دقيقة أبلغ قائد كتيبة المفرزة الأمامية بتعرض كتيبته لنيران مدفعية مركزة، واتضح من استطلاعه للموقف أن العدو يحتل موقعا دفاعيا حصينا يعترض طريق تقدم اللواء نحو الشرق، وكان هذا الموقف يبعد عن الحد الأمامي لدفاعات الفرقة 18 مشاة ما بين 2 إلى 3 كم، ويمتد من بير البرج جنوبا إلى النقطة القوية رقم 17 شمالا. وكانت دفاعات العدو في هذه النقطة القوية شديدة التأثير على عملية تقدم تشكيل اللواء، فقد كانت مجهزة بمرابض للدبابات وستائر من الصواريخ المضادة للدبابات، علاوة على معاونة المدفعية لها، ولم تكن تبعد عن الطريق الساحلي الرئيسي أكثر من 200 متر شمالا، مما جعلها تتحكم في هذا الطريق تحكما تاما، ولم يكن هناك أي أمل في امكان تحقيق اللواء لمهمته إلا بعد الاستيلاء على هذه النقطة القوية أو ازاحة مقاومة العدو منها.
وحاول قائد كتيبة المفرزة الأمامية بعد توقفها أمام مقاومة العدو مهاجمة النقطة القوية رقم 17، بعد أن تم قصفها بنيران مجموعة مدفعية الفرقة لمدة 10 دقائق، وذلك بمواجهتها بجزء من قوته مع القيام بحركة التفاق بباقي سراياه، ولكن الهجوم الذي قام به قائد الكتيبة تحت ستر كتيبة المدفعية الملحقة به لم ينجح لشدة النيارن المعادية المؤثرة على سراياه. وحاول قائد اللواء المدرع تعزيز هجوم كتيبة المفرزة الأمامية بدفع كتيبة الدبابات التي تتحرك على محور الطريق الأيمن من على الجانب الأيمن للمفرزة الأمامية في الساعة التاسعة صباحا لتواصل التقدم شرقا في اتجاه بالوظة، ولتصبح بعد نجاحها في اجتياز مقاومة العدو هي كتيبة المفرزة الأمامية للواء. ولكن هذه الخطة لم تنجح بدورها نظرا لكثافة نيران مدفعية العدو وصواريخه المضادة للدبابات، مما أرغم كتائب اللواء الثلاث على التوقف تماما.
وقرر قائد اللواء ضرورة اقتحام قوة العدو المتمركزة في النقطة رقم 17 لفتح الطريق أمام تشكيل اللواء لتحقيق مهتمه، وأبلغ قائد الفرقة قراره الذي كان يقضي بالهوم على مواقع العدو في هذه النقطة القوية بعد قصفة نيران لمدة 10 دقائق من مجموعة مدفعية الفرقة ومجموعة مدفعية اللواء بقوة كتيبتي دبابات في النسق الأول وكتيبة في النسق الثاني. وصدق قائد الفرقة على قراره. وفي الساعة الحادية عشرة صباحا بدأ الهجوم تحت ستر نيران المدفعية. وبعد 10 دقائق أبلغ قائدا كتيبتي النسق الأول بكثافة نيران مدفعية العدو ونيران صواريخه المضادة للدبابات من الأمام ومن الأجناب وعن وقوع خسائر كبيرة في وحدتيهما، مما أدى إلى انتشار سرايا الدبابات لتقليل الخسائر.
وفي حوالي الساعة الحادية عشرة والنصف صباحا أصدر قائد اللواء المدرع أوامره بالتوقف على الخط الذي وصلت اليه الدبابات والتمسك به، وأوقف دفع كتيبة النسق الثاني التي كانت على وشك الدفع للاشتباك لتعزيز كتيبتي النسق الأول وأبلغ قيادة الفرقة 18 مشاة بالتوقف.
ولم يلبث قائد الفرقة أن أصدر أمره إلى قائد اللواء المدرع بالتمسك بالخط الذي وصلت اليه قواته وتعزيز كتيبتي النسق الأول بتدعيمات من الأسلحة المضادة للدبابات. وفي الساعة السادسة مساء أمر قائد الفرقة - بناء على تعليمات قيادة الجيش الثاني – باعادة تجميع اللواء في منطقة تمركزه بالقنطرة شرق، وتم التنفيذ بسحب قوات النسق الأول تحت نيران كتيبة النسق الثاني. وعاد اللواء 15 المدرع المستقل إلى موقعه الأصلي داخل رأس كوبري الفرقة 18 مشاة بعد أن بلغت خسائره نحو 18 دبابة ت 62 و6 عربات مدرعة ب.ك.

### تقييم خطة تطوير الهجوم شرقا
لم يكن في الإمكان نجاح عملية تطوير الهجوم بناء على الخطة التي وضعت أو باجراءات التنفيذ التي تمت. فلقد أجري الهجوم بالقوات المدرعة بطريقة الهجوم المدرع المتدرج إذ تم التخطيط لدفع 4 ألوية مدرعة ولواءين مشاة ميكانيكيين على مواجهة طولها حوالي 15 كم على أربعة محاور منفصلة ليس بينها أي ترابط أو معونة متبادلة. ويكفي أن نذكر أن المحور الشمالي الذي تقدم عليه اللواء 15 المدرع المستقل كان يبعد عن محور الطريق الأوسط الذي تقدمت الفرقة المدرعة جنوبه في اتجاه الطاسة بمسافة لا تقل عن 50 كم، كما أن محور طريق مضيق متلا في أقصى الجنوب الذي تقدم عليه اللواء 3 المدرع من الفرقة 4 المدرعة كان يبعد عن الطريق الأوسط بمسافة لا تقل عن 60 كم. هذا ولم يشترك في القتال الفعلي يوم 14 أكتوبر سوى 4 ألوية مدرعة فقط (لواء على المحور الشمالي ولواءين جنوب الطريق الأوسط ولواء على المحور الجنوبي) إذ لم يجد قائد الفرقة 21 المدرعة وكذا قائد الجيش الثاني أي جدوى من دفع اللواء 18 المشاة الميكانيكي (النسق الثاني للفرقة) للاشتباك لتعزيز هجوم اللواءين المدرعين بالنسق الأول وفقا للخطة الموضوعة بعد توقفهما تماما أمام مقاومات العدو، فان الفشل وفقا للمبادئ التكتيكية لا ينبغي تعزيزه. كما لم يقم اللواء 11 مش ميكا من الفرقة السابعة مشاة بالهجوم على طريق مضيق الجدي يوم 14 أكتوبر، كما كان مقررا بالخطة، فقد اتضح أنه قام بعملية التطوير وحده على طول الجبهة يوم 13 أكتوبر حسب التعليمات الأولية التي صدرت بعد ظهر يوم 12 أكتوبر بسبب عدم ابلاغ قائد الفرقة 7 مشاة بتأجيل الهجوم 24 ساعة – عن طريق شعبة العمليات – ولم يكن في الإمكان بعد أن عجز اللواء عن تحقيق هدفه وعاد إلى رأس كوبري الفرقة عند منتصف الليل أن يعاود الهجوم في الساعة السادسة والنصف صباحا وفقا للخطة، ولذلك تأجلت ساعة دفعه إلى الواحدة والربع ظهرا. وقبل أن يحل الموعد كان الأمر بوقف دفعه قد صدر، فظل متمركزا في مواقعه داخل رأس كوبري الفرقة 7 مشاة.
ولقد وقعت القيادة المصرية في هذا اليوم في نفس الأخطاء التكتيكية التي وقعت فيها القيادة الإسرائيلية من قبل عندما شنت هجومها المضاد الرئيسي على مواجهة الجيش الثاني يوم 8 أكتوبر من ناحية تجاهل المبادئ السليمة لاستخدام المدرعات والتي تقي باستخدام القوات المدرعة بطريقة مجمعة مثل قبضة اليد، مما يعني ضرورة حشد تشيكلات ووحدات مدرعة ضخمة على مواجهة ضيقة ليتسنى لها احداث قوة الصدمة المطلوبة واختراق المواقع الدفاعية للعدو. أما التخطيط لهجوم مدرع على طول جبهة القتال باستخدام 4 ألوية مدرعة على محاور منفصلة ومتباعدة بعضها عن بعض بحيث لا يمكن إجراء أي تعاون بينها أو تنسيق بين هجماتها، فهذا يعني أن المعركة تعتبر فاشلة من قبل أن تبدأ.
ويبدو أن معظم القادة على مختلف المستويات قبل المعركة لم يكونوا مقتنعين بسلامة الخطة ولم يكن لديهم الشعور بامكان تحقيقها للأغراض التي كانت تستهدفها على عكس الشعور الحماسي الجارف الذي كان سائدا يوم 6 أكتوبر قبل عبور قناة السويس. ويبدو أنهم كانوا يعتبرون العملية مجرد تأدية واجب لارضاء الرئيس الذي اصدر القرار السياسي. وليس أدل على ذلك من أن بعض الوحدات (اللواء 3 المدرع من الفرقة 4 المدرعة واللواء المشاة الميكانيكي من الفرقة 7 مشاة) تم تدفعهما للهجوم دون أن تصلهما بعض وحدات الدعم الحيوية التي لا يمكن الاستغناء عنها، والتي أثر غيابها بلا شك على أعمال قتال هذه الوحدات بحيث عجزت عن تحقيق المهام الموكولة إليها. ويبدو ذلك أيضا في سرعة توقف الوحدات القائمة بالهجوم فور اصطدامها بمواقع دفاعية للعدو وعدم بذل محاولات جدية ومستميتة للتقدم كما كان الحال يجري عقب اقتحام قناة السويس. كما تتذح هذه الظاهرة بجلاء في امتناع قادة التشكيلات الأعلى عن مساعدة الوحدات الفرعية المتوقفة أمام مقاومات العدو بجميع ما يملكونه من وسائل لضمان مواصلة تقدمها أو على الأقل إصدار الأمر لها بالتمسك بالمواقع التي وصلت إليها. وبدلا من ذلك نجد أن جميع الأوامر التي صدرت بعد ظهر يوم 14 أكتوبر للوحدات التي قامت بالتطوير هي ترك مواقعها التي وصلت اليها بعد أن تكبدت خسائر جسيمة، والعودة ثانية إلى رؤوس الكباري التي بدأت منها الهجوم مما يخالف المبادي المتفق عليها.
ولا شك أنه من الأخطاء التكتيكية الجسيمة التي وقعت هو دفع الألوية المدرعة للهجوم بالمواجهة على مواقع سبق اعدادها بتجهيزات هندسية ومجهزة بمرابض للدبابات وبستائر من الصواريخ المضادة للدبابات دون أن تشترك معها في الهجوم قوات من المشاة المترجلة لمعاونتها في الوصول إلى مواقع العدو باستخدام تكتيكات المشاة في الضرب بالنيران مع الحركة للأمام وبدون دعم قوي ومؤثر من المدفعية والطيران لاسكات مقاومة العدو، إذ أن ذلك لم يكن متيسرا بالنسبة لضعف المعلومات عن العدو. وكانت النتيجة كما كان متوقعا خسارة القوات المدرعة المصرية عددا من الدبابات في هجوم يوم 14 أكتوبر في بضع ساعات يزيد على كل ما خسرته طوال الأيام الثمانية الأولى من الحرب.
لقد كانت عملية تطوير الهجوم في التوقيع الخاطئ الذي تمت فيه وبالخطة الحربية القاصرة التي وضعت، عملية لم يكن في الإمكان نجاحها بأي صورة من الصور، وقد أجريت رغم معارضة بعض كبار القادة المسئولين، ومنهم قائدا الجيش الثاني والثالث تنفيذا لقرار سياسي عاطفي لم يراعِ الاعتبارات العسكرية، وكان هدفه كما أعلن الرئيس السادات الذي كان المسئول عن اصداره تخفيف الضغط عن سوريا ومن المؤسف أن هذه العملية الحربية التي خسرت فيها القوات المصرية خسارة كبيرة في الأرواح والأسلحة والمعدات (كانت الخسارة في الدبابات فقط حوالي 250 دبابة) والتي تسببت في اهتزاز الروح المعنوية بين أفرادها، لم تحقق الهدف المنشود بالمرة، فلم تسحب إسرائيل أي جزء من قواتها من جبهة سوريا إلى الجبهة المصرية، وعلى عكس ما جرى في القوات المصرية، رفعت نتائج المعركة معنويات الإسرائيليين. كما ذكر الجنرال هيرزوج في كتابه حرب التكفير: اتصل الجنرال حاييم بارليف قائد القيادة الجنوبية برئيسة الحكومة جولدا مائير عقب المعركة، وقال لها بصوته الهادئ «كان هذا يوما جيدا عادت قواتنا إلى نفسها، وكذلك عاد المصريون أيضا». ولم تكن القوات الإسرائيلية على جبهة سيناء في اليوم التاسع من الحرب في حاجة إلى قوات تأتي لنجدتها من الجبهة السورية، فقد كان متمركزا في الجبهة المصرية وقتئد ثلاثة فرق مدرعة كاملة بقيادة الجنرالات: ابراهام أدان (برن) وأريل شارون وكلمان ماجن، وقد كانت كافية لصد أي هجوم مصري خاصة إذا وضعنا في الاعتبار أن الوقفة التعبوية التي لم يكن لها داع والتي استمرت خمسة أيام على الجبهة المصرية (من يوم 9 إلى يوم 13 أكتوبر) أتاحت الفرصة للقيادة الإسرائيلية الجنوبية لاعداد نفسها وقواتها لدحر أي هجوم مصري محتمل، فقد تم وصول جميع القوات الاحتياطية، وأعيد تنظيم الفرق المدرعة على أسس سليمة، وتم استعاضة واصلاح جميع الأسلحة والمعدات التالفة والمدمرة، والأهم من ذلك أن الوقت قد أتيح لهذه القيادة والقيادات التي تتبعها لتحصين المواقع الدفاعية التي تواجه رؤوس الكباري المصرية بالتجهيزات الهندسية الكافية، وتم تجهيزها بمرابض الدبابات والأسلحة المضادة للدبابات وأعدت المدفعية خططها وحساباتها لغمر أرض القتل المحصورة بين الحدود الأمامية لرءوس الكباري المصرية وبين المواقع الإسرائيلية بنيران مركزة ومؤثرة من مدافعها الميدانية والبعيدة المدى وهاوناتها الثقيلة.
هذا وقد اتخذت القيادة الإسرائيلية قرارها بتركيز المجهود الرئيسي لإسرائيل على الجبهة المصرية اعتبارا من 14 أكتوبر، ليس بسبب عملية تطوير الهجوم، وانما لأن خطتها في تصفية الجبهة السورية قد تحققت بعد أن تم استقرار هذه الجبهة يوم 13 أكتوبر، ولم يكن هذا القرار يعني من الناحية الواقعية نقل قوات برية من الشمال إلى الجنوب، فقد كان ذلك صعبا لاعتبارات عسكرية وادارية عديدة، علاوة على عدم الحاجة إليه وقتئذ، وانما كان يعني في المقام الأول نقل المجهود الرئيسي للسلاح الجوي الإسرائيلي إلى الجبهة المصرية.

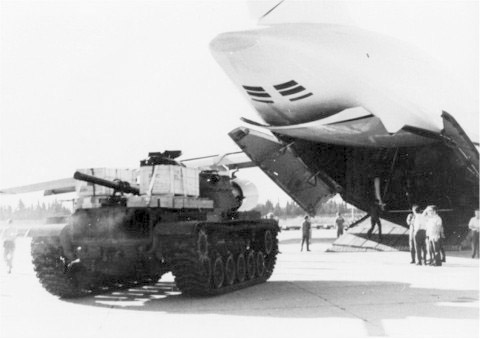
دبابة M60 تنزل من طائرة الشحن سي-5 جالاكسي تابعة للقوات الجوية الأمريكية في سيناء لدعم إسرائيل، فيما سمي عملية عشب من النيكل

هذا ويعد يوم 14 أكتوبر 1973 من الأيام الحاسمة في تاريخ حرب أكتوبر. فقد أمكن للقوات الإسرائيلية عقب القضاء على عملية تطوير الهجومن انتزاع ميزة المبادأة من يد القوات المصرية التي ظلت في حوزتها منذ بداية الحرب. ومما يدل على ذلك أن الجنرال دافيد أليعازر رئيس الأركان العامة الإسرائيلي أصدر أوامره إلى القيادة الجنوبية بعد ظهر يوم 14 أكتوبر عقب انتهاء العمليات بالاستعداد فورا لتنفيذ عملية عبور قناة السويس من الشرق إلى الغرب من منطقة الدفرسوار في الليلة التالية 15/16 أكتوبر. كما أنه في الساعة السادسة والنصف من مساء هذا اليوم هبطت في مطار اللد الطائرة الأولى العملاقة من طراز جالاكسي سي 5 من طائرات الجسر الجوي الأمريكي، فلقد كان الرئيس الأمريكي ريتشارد نيكسون قد أصدر أمره يوم 13 أكتوبر باقامة جسر جوي أمريكي لامداد إسرائيل بالأسلحة والمعدات الحربية التي تحتاج إليها بصورة علنية ومن قواعد أمريكية. واستطاع الجسر الجوي نقل أكثر من 800 طن يوميا من الأسلحة والمعدات والذخائر التي تم نقل معظمها إلى الجبهة الإسرائيلية في سيناء، بعد أن كاد النشاط يتوقف على الجبهة السورية. وبدأت القوات الإسرائيلية في سيناء منذ هذا التوقيت تتلقى سيلا لا ينقطع من الأسلحة والمعدات المتطورة الأمريكية، بحيث أصبحت لا تعاني من أي عجز أو قصور في أي نوع من الأسلحة والمعدات والذخائر أو المهمات، بل بدأت في استخدام أسلحة ومعدات جديدة لم يسبق لها استخدامها في المرحلة السابقة من الحرب لعدم وجودها من قبل في حوزة إسرائيل مثل الصواريخ تاو Tow المضادة للدبابات والقنابل والصواريخ التلفزيونية. كما نقلت عبر الجسر الجوي الأمريكي معدات وأجهزة إلكترونية متقدمة، ولذا وصل معها خبراء أمريكيون متخصصون في الإلكترونيات لتدريب الجنود على استخدامها. وبسبب هذه التطورات المفاجئة التي جرت يوم 14 أكتوبر حدث تحول خطير في مجرى الأحداث وسير الحرب، وواجهت القوات المصرية في صبر وبطولة وجلد خلال الأيام العشر التالية من 15 أكتوبر حتى صدور قرار مجلس الأمن رقم 340 في 24 أكتوبر بانشاء قوة طوارئ دولية مرحلة صعبة وأوقاتا عصيبة للغاية.

## وصلات خارجية
- شهادة عبد المنعم واصل عن تطوير الهجوم